# Stadterneuerung Berlin
Die Stadterneuerung Berlins ist eine Form der Stadtentwicklung und war nach 1945 als Stadtumbau vorgesehen und nur zum Teil als Sanierung geplant. Diese Stadterneuerung galt als Folge der weitläufigen Kriegszerstörungen im Zweiten Weltkrieg durch die Bombardierung und vor allem durch den Artilleriebeschuss im abschließenden Kampf um Berlin neben der Wiederherstellung des Verkehrsnetzes als das dringlichste Problem der neuen deutschen Verwaltung. In den ersten Nachkriegsjahren erfolgte eine Reparatur des Altbaubestandes. In der Bundesrepublik Deutschland und in West-Berlin kam es in den Stadtkernen in den 1950er Jahren zu einzelnen Neubauprojekten und in den 1960er Jahren zu zahlreichen „modernen“ Großsiedlungen in den Außenbereichen der Städte. Hier drückten jedoch bald die Kosten für die ebenfalls neu zu errichtende Infrastruktur auf die Renditen und als Lösung erschien der großflächige Abriss alter Stadtquartiere, da dort Verkehrswege und Versorgungssysteme schon vorhanden waren. Gegen diese Vernichtung der Altbausubstanz zugunsten von Neubauten und auch von Autobahnbauplänen formierte sich ab Mitte der 1970er Jahre massiver Widerstand in der Bevölkerung und teils auch in gesellschaftlichen Institutionen, in Behörden, Parteien und auch Fachkreisen. Da die „Kahlschlagsanierung“ rechtlich und im demokratischen Dialog offensichtlich nicht zu stoppen war, radikalisierten sich Anfang der 1980er Jahre Teile insbesondere der Jugend und begannen im großen Maßstab mit Hausbesetzungen. Zum Zentrum dieser Entwicklungen wurde West-Berlin.

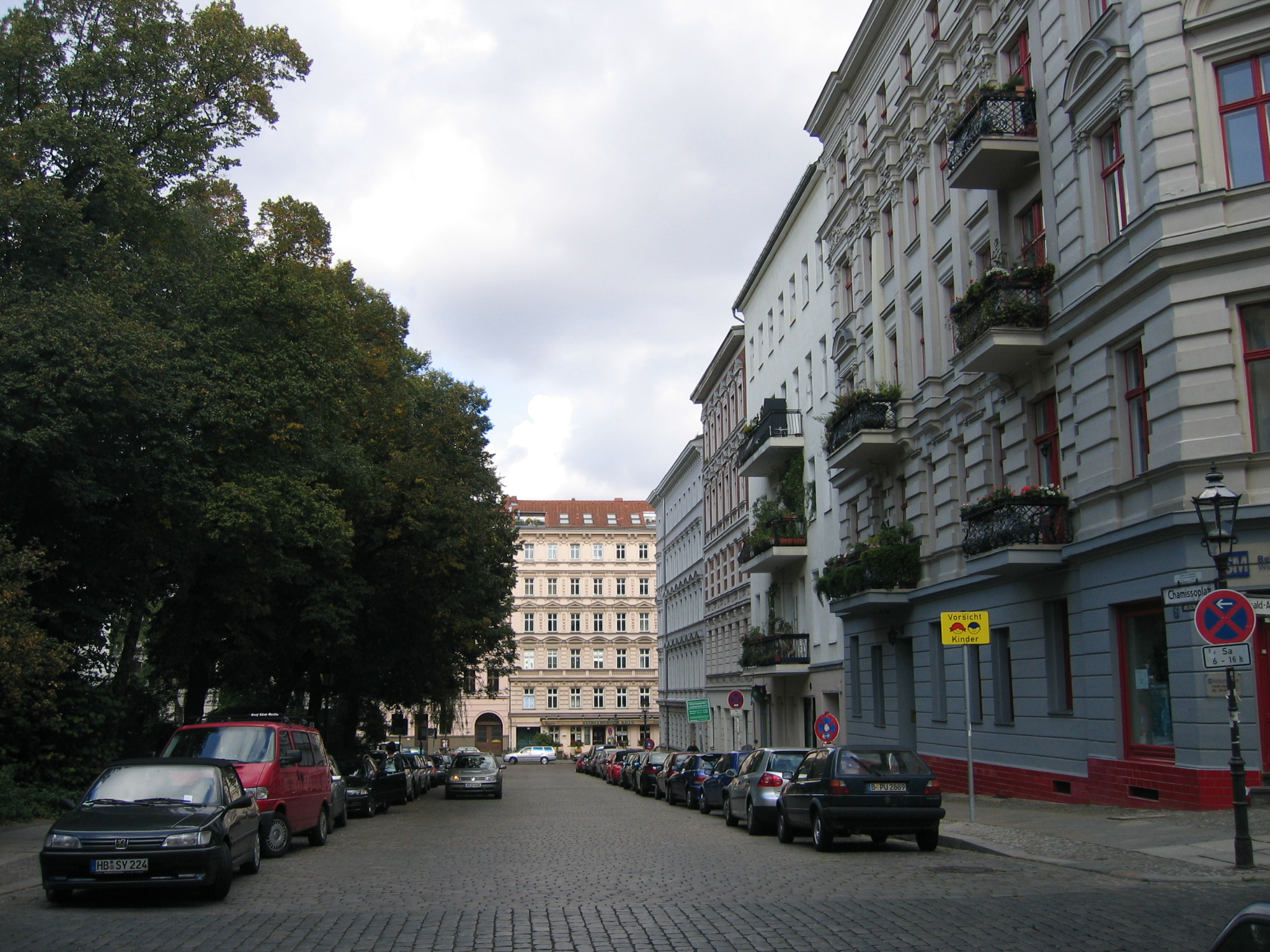
Modernisierte Altbauten am Chamissoplatz

Im Zusammenwirken mit Hausbesetzern und der liberalen Öffentlichkeit gelang es der Großorganisation IBA, der „Internationalen Bauausstellung“, durch die rechtsfähige Konzeption der „Behutsamen Stadterneuerung“ eine durchsetzbare politisch-praktische Alternative zu entwickeln, die nach der deutschen Wiedervereinigung auch auf Ost-Berlin angewandt werden konnte.
In der DDR hatte sich auf anderen Wegen eine ähnliche Entwicklung der Stadtzerstörung ausgebreitet, die mit der Zeit ebenfalls „politischen Zündstoff“ schuf, und hier in passivem Widerstand und der Misswirtschaft der Behörden versandete. Auch in Ost-Berlin setzte sich ab Ende der 1970er Jahre ein Konzept zur „Erneuerung der Altbausubstanz“ durch, das zwar weniger wirksam war, doch letztlich den Bestand alter Stadtquartiere mit in die deutsche Wiedervereinigung brachte. Eine neue ‚Wendung‘ Ende der 1980er Jahre zum Abriss wurde dadurch gegenstandslos.

## Geschichte
Nach der Antike wurde die ‚Entwicklung von Stadt‘ lange Zeiten nicht mehr reflektiert, da es keine ‚Instanzen‘ gab, die dafür hätten zuständig sein können. Im Verlauf des Frühmittelalters kam es zu einem fast vollständigen Erlöschen des städtischen Lebens. Siedlungsentwicklung war Wildwuchs und wurde allenfalls von Herrschern, die sich in ihrem Umfeld „Platz schaffen“ konnten, aus einem persönlichen Interesse heraus betrieben. Einige wenige Neugründungen gab es im karolingischen Kernland und erst unter den Ottonen setzte ab dem 10. Jahrhundert eine bescheidene Welle von Neugründungen ein. Eine Zunahme der Stadtgründungen erfolgte nach 1100 bis in die zweite Hälfte des 14. Jahrhunderts mit der allgemeinen europäischen wirtschaftlichen und gesellschaftlichen Entwicklung. Um 1500, zu Beginn der Neuzeit, entstanden bedeutende Städte und mit dem Beginn dieser Urbanisierung wurden Wohnverhältnisse im Zusammenhang mit der Entstehung städtischer oder klerikaler Verwaltungsarbeit wieder in planerische Überlegungen eingebracht. In erster Linie ging es dabei um Abriss zugunsten von Neubauten, von langfristiger angelegter Gestaltung kann erst wieder im Rahmen der Aufklärung gesprochen werden. Die Renaissance definierte Stadtgrundriss und Stadtbild – vor allem in geometrischer Hinsicht. Die durchgreifenden baulichen, rechtlichen und stadthygienischen Erlasse der Barockfürsten bereiteten die Bewältigung und Verwaltung der viel umfangreicheren Massenerscheinungen der sich ankündigenden Industrialisierung in den Städten vor. Dabei ging es auch um Stadthygiene. So entstanden durch Haussmann in Paris auch Großwohnbauten, die von anderen Städten nachgeahmt werden. Das klassizistische England gab Impulse zum Einbezug der Natur in die engen finsteren Städte. Zunehmend setzen sich Bewegungen für durchgrünte und hygienische Wohnviertel durch, deren Realisierung aber erst gegen Ende des 19. Jahrhunderts in Gang kommt.

### Berlin unter den Hohenzollern

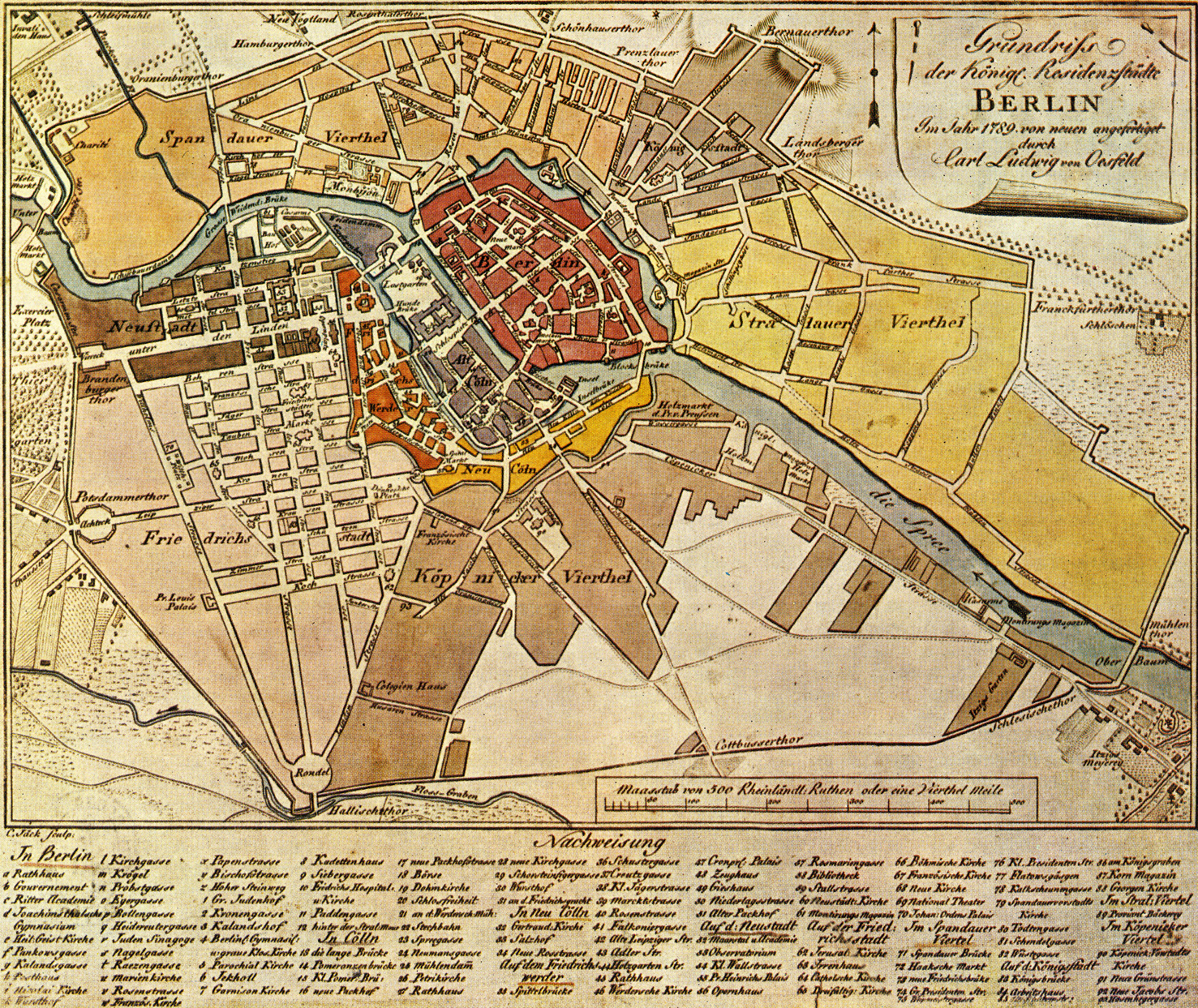
Plan 1789. Im Südwesten das noch unbebaute Köpenicker Feld

Eine durchdachte Stadtplanung unter Berücksichtigung allgemeiner Interessen war in Berlin lange ausgeschlossen und selbst „die Preußische Städteordnung des Freiherrn von Stein […] war an Berlin spurlos vorübergegangen. Berlin kam nicht in den Genuß der Selbstverwaltung, weil es Hohenzollernresidenz war; und die Residenzen waren von der Selbstverwaltung ausgeschlossen. In allen anderen Städten unterstand die Polizei dem Magistrat. In Berlin gab es eine Staatspolizei, die dem Magistrat übergeordnet war. Selbst der preußische König mußte machtlos zusehen, wie sein Polizeipräsident ein Genie wie Karl Friedrich Schinkel schachmatt setzte und einen großzügigen Städtebau in Berlin verhinderte.“ Die Polizei hatte 1810 verfügt, dass Berlin sich auf das Gebiet innerhalb der alten Zollmauer beschränken müsse. Erst unter dem Druck der Masseneinwanderung mit der beginnenden Industrialisierung kam es zur Stadterweiterung – Platz fand sich dazu in südöstlicher Richtung: „1812 erging durch den [preußischen] Innenminister Sack eine Verfügung an den Polizeipräsidenten LeCoq, einen Bebauungsentwurf für das Köpenicker Feld aufzustellen. Bis dahin bestand das Gebiet aus Obstfeldern, Gärtnereien und Ackerland, stellte jedoch innerhalb der Akzisemauern [Zollmauer] das größte zusammenhängende Gelände für eine Stadterweiterung dar.“ Schinkel und auch Lenné waren mit Planungen beschäftigt, doch „alles, was den Städtebau anging, [besorgte nach Schinkels Tod (1841)] der Polizeipräsident.“ Erst nach einer Polizeiverordnung 1853 – 40 Jahre nach der ersten Befassung –, „setzt dann auch [auf dem Köpenicker Feld] die Bautätigkeit rasant ein“. Hoch spekulativ und organisiert als ‚Mietskasernenstadt‘.

### Thema „Mietskasernenstadt“

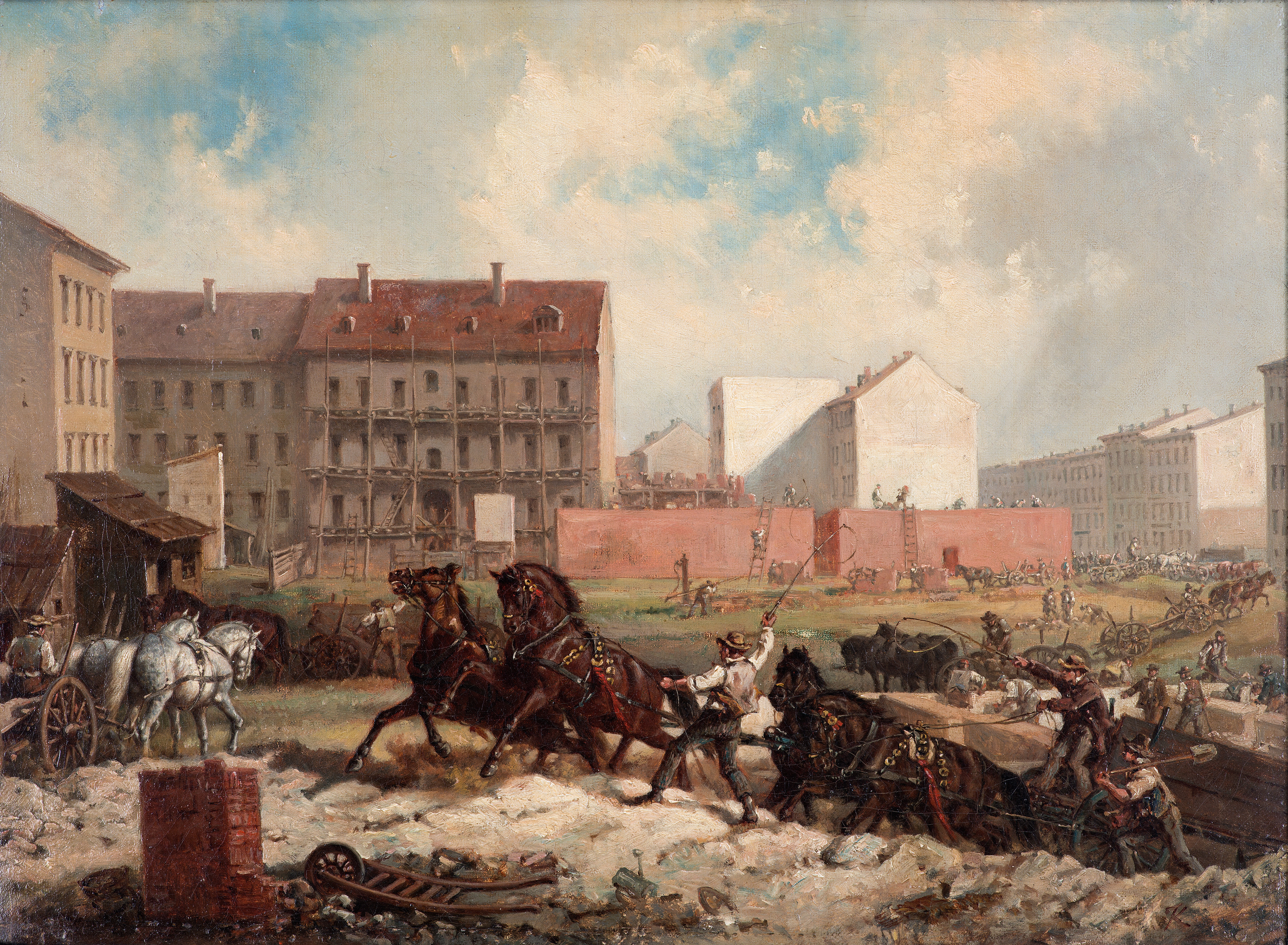
Tempo der Gründerjahre, Bauarbeiten in der Grenadierstraße (heute: Almstadtstraße), um 1875

In Berlin entstand der Wedding ab 1862 im Zusammenhang mit dem Hobrecht-Plan als erster Arbeiterwohnbezirk der Stadt in bis 1850 noch fast unbesiedeltem Gebiet. „Er wurde damit Teil des Wilhelminischen Mietshausgürtels um den damaligen Stadtkern, der den durch die Industrialisierung ausgelösten Menschenstrom aufnahm.“
Eine Reflexion von „Stadterneuerung“ begann schon bald angesichts der drastischen Entwicklungen im Rahmen der Industrialisierung nach den „Stadterweiterungen der Kaiserzeit [… im] letzten Drittel des 19. Jahrhunderts“ mit den Schriften des Städtebaukritikers Werner Hegemann.

„Die ‚Mietskasernenstadt‘ wurde wie kein anderer Stadttyp in der Geschichte der Architektur verteufelt, sie verkörperte in der Optik der städtebaulichen Moderne die Un-Stadt schlechthin, die barbarische Verschmelzung von Menschenverachtung und Häßlichkeit.“

Im Jahr 1913 hatte sie der liberale Bodenreformer Damaschke „Massengrab für die Volkswohlfahrt“ genannt, sie wurde von SPD und KPD gemeinsam bekämpft – in der Nazizeit wechselte dann die Optik: Die Viertel galten nun als „fruchtbarer Nährboden für die marxistische Arbeiterbewegung […] sie galten als Brutstätte des verhassten politischen Gegners, die ‚gesäubert‘ werden müßten.“ Geändert wurde von keiner Seite etwas.
Diese „kulturelle Entwertung“ des ‚Kasernen‘-Städtebautyps verbreitete sich seit den beiden Jahrzehnten vor dem Ersten Weltkrieg und wurde auch vielfach künstlerisch thematisiert. Ab den 1960er Jahren diente dieses Bild als argumentative Grundlage zur Flächensanierung: der nun möglichen „praktischen Umsetzung der Kritik“.
Gleichsam unerkannt erfolgte nach dem Zweiten Weltkrieg dann in den 1970er und 1980er Jahren eine „partielle Rehabilitierung der Mietskasernenstadt“ in den Augen vor allem der neuen Jugendgenerationen. Der Protest gegen den Abriss ganzer Häuserblöcke entstand nicht nur aus ökonomischen Motiven („preiswerter Wohnraum“), sondern auch – im Kontrast zur Ästhetik und Struktur der Neubauten – aus den Möglichkeiten zu wohnlicher Nachbarschaft, von Zusammenleben (große Wohnungen), von Arbeiten (Gewerbe, Ateliers in den Fabriketagen). Dies wurde im realistischen Blick auf die Notwendigkeit einer nicht von privaten, sondern von sozialen Interessen bestimmten Verfügung und Gestaltung gesehen.
Dazu boten historisch allmählich die „Betroffenenmodelle“ der nach der Naziherrschaft nun auch hier demokratisch zu regelnden Bürgerbeteiligung in der Stadtentwicklung erstmals neue Ansätze.

### Mitwirkung der Betroffenen
Die Mitwirkung der Bewohner war anfänglich kein Ziel – es waren „allein Politiker, Verwaltungsbedienstete, Planer, Architekten und andere Fachleute, die mangelhafte oder gute Wohnungs- oder Sozialverhältnisse definierten.“ Und als „Betroffene“ galten allenfalls Eigentümer.
Erst über die Sicherung der Rechte der Bewohner – und deren Information über Planungen – gelang es, diese Gruppe in die Entwicklung der Gesetzgebung und Finanzierung der Stadtentwicklung zu integrieren.

## Etappen der Stadterneuerung in Berlin

### Kriegsende
Im Jahr 1945 war Berlin ein konzentrisch in breiten Schneisen großräumig zerstörtes Ruinenfeld. Die durch alliierte Luftangriffe stark beeinträchtigten Innenstadtbereiche wurden nach dem Einschluss der Stadt am 25. April 1945 durch die sowjetische Artillerie ‚niedergelegt‘. Zumeist beschädigt erhalten im Kampf um Berlin blieben die außerhalb der Schneisen gelegenen Straßenzüge der Mietskasernenstadt, generell die nicht-verteidigten Bereiche der Stadt.
Planer wie Hans Scharoun mit dem Kollektivplan und Max Taut entwickelten schon bald Vorstellungen, „die auf dem Papier radikal mit der Mietskasernenstadt abrechneten“, doch die Not diktierte das Programm: die alte Stadt wurde wieder notdürftig repariert.
Die Wohnraumbeschaffung stand in den ersten Nachkriegsjahren zusammen mit der Rekonstruktion der Verkehrsnetze im Zentrum aller Bemühungen, die städtischen Funktionen in der Trümmerlandschaft Berlin wieder in Betrieb zu nehmen. Neben der Reichsbahn und der BVG konnte sich die Siemens-Bauunion rasch reorganisieren. Die Bauindustrie insgesamt orientiert sich zuerst auf die Erstellung von Neubauten in den Außenbezirken.

### 1950er Jahre
Die Ernst-Reuter-Siedlung von 1953 bis 1955 in Berlin-Gesundbrunnen war das erste Demonstrativbauvorhaben der Nachkriegszeit, das die von Abriss und Neubau geprägte Stadterneuerung in West-Berlin einleitete. Im Stadtinnern entstand „auf dem Boden der Stadt des 19. Jahrhunderts […] das Hansaviertel im Bezirk Tiergarten, das zentrale Prestigeobjekt der ‚Interbau‘, der Internationalen Bauausstellung 1957.“

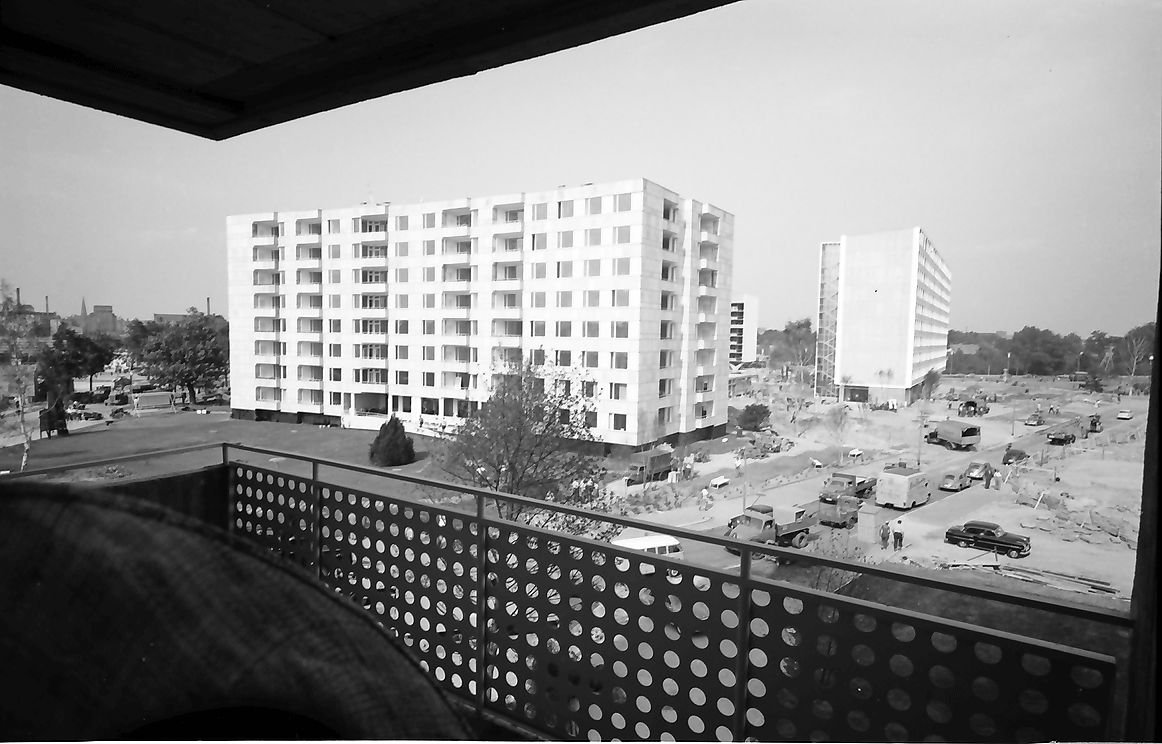
Hansaviertel, Klopstockstraße, 1957

Argumentativ – doch noch selten praktisch – wurde die Auflösung der Enge der alten Quartiere angeprangert, Lärm, Schmutz, das Durcheinander von Wohnen und Gewerbe, von Kirchen zwischen Kneipen und Tanzlokalen, der Verfall.
In den Außenbereichen begann die Vorbereitungen für die neuen Großsiedlungen des folgenden Jahrzehnts.

### 1960er Jahre
Nun entstanden im Westteil Berlins neue Vorstädte – das Märkische Viertel, die Gropiusstadt und das Falkenhagener Feld.
Doch die Kostensteigerungen in den 1960er Jahren bei der Errichtung von Neubaukomplexen in den Außenbereichen – es mussten die kompletten Verkehrs- und Versorgungsnetze mit errichtet werden –, führten zur Überlegung, durch den Abriss von Altbauvierteln und ihre Neubebauung günstiger voranzukommen. Die Infrastruktur als Basis war dort schon vorhanden. Mitentscheidend war, dass auch „der gesamte technische und bürokratische Apparat der Bauindustrie auf die Neubebauung von freien Flächen ausgerichtet war.“ Ebenso die Fachkräfte und die Kapazitäten der Zulieferbetriebe. Jede Umstellung hätte hohe Investitionen bedeutet.
So wurde „im Jahre 1963 […] das Erste Stadterneuerungsprogramm verkündet. Erneuerung bedeutete dabei zunächst Abriß und Neubau.“ Das erste große Experimentierfeld wurde das Sanierungsgebiet Wedding Brunnenstraße (SWB).

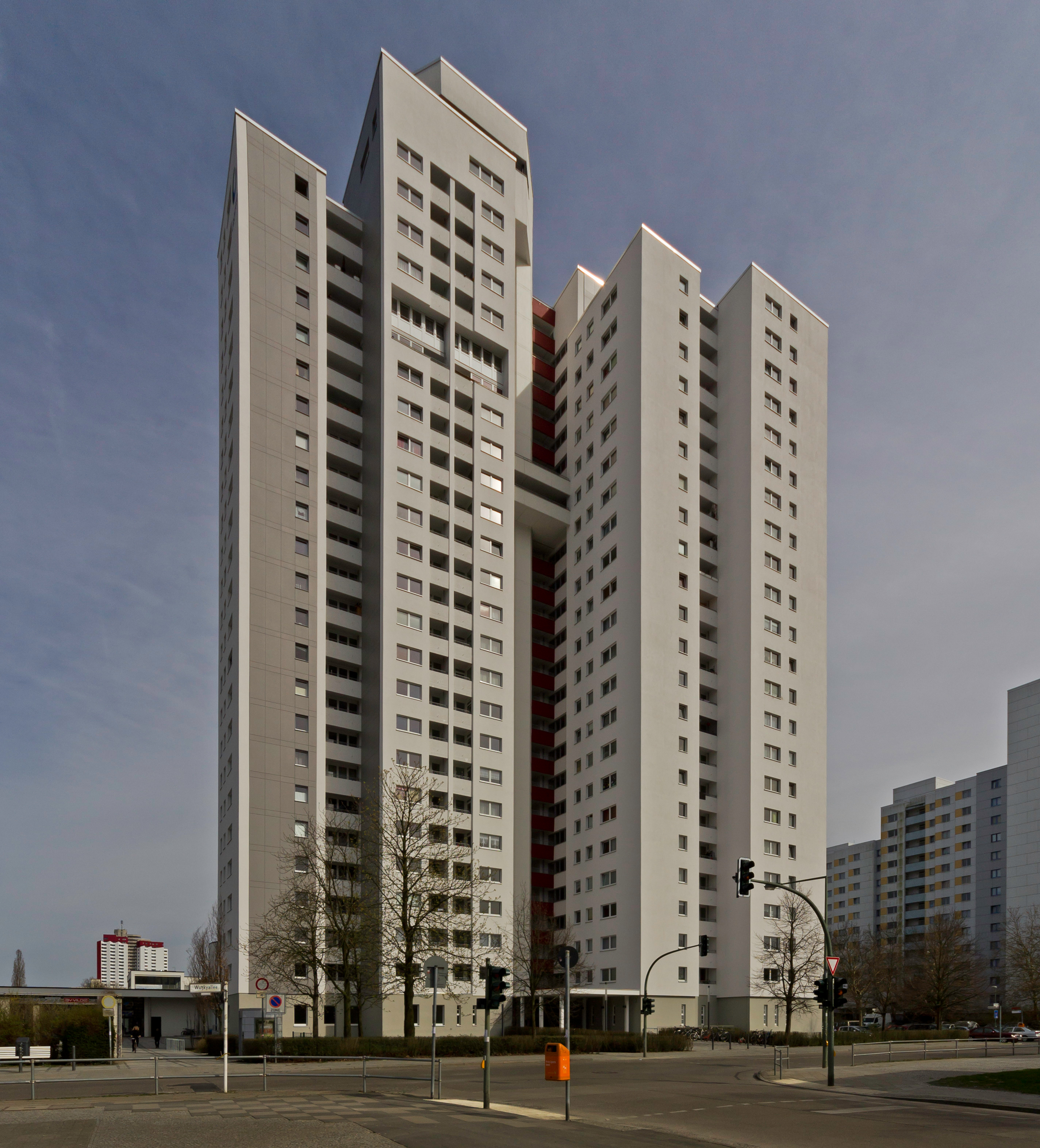
Wutzkyallee, 1968

Doch der ‚soziale Gedanke‘ begann sich bereits in den lokalen Bauverwaltungen und auch unter Gutachtern und Planern zu verbreiten: „Tabula rasa, heimlicher Traum bei der Stadterneuerung, schied in Wedding als gangbarer Weg aus.“
Qualität dieser Phase in den 1960er Jahren – so die Autoren Suhr und Enke – sei die neue Bodenordnung gewesen: 1968 waren im SWB bereits 43 % aller sanierungsbedürftigen Grundstücke im Eigentum von (gemeinnützigen) Sanierungsträgern, wobei weitgehend spekulative Bodenpreise vermieden werden konnten. Die Grundlagen für einen größeren politischen Einfluss auf die Stadtentwicklung war damit gelegt.
Doch ohne eine neue Haltung den Methoden gegenüber wurde dadurch lediglich der Geldfluss umgelenkt:
Den Finanzierungsbedenken der Bauindustrie …

„[…] kam der Staat entgegen, indem gesetzlich verankert wurde [im Städtebauförderungsgesetz (StBauFG), das am 1. August 1971 in Berlin in Kraft trat], daß sämtliche unrentierlichen Kosten von der öffentlichen Hand erstattet wurden; das sind die Kosten für die Umsetzung der Mieter (Entmietung), Abriß der Häuser und Freimachung der Grundstücke. Auch die durch die Spekulation hochgetriebenen Grundstückspreise werden ‚ausgeglichen‘, indem bis zu 70 % der Grundstückskosten dem Sanierungsträger erstattet werden. […] Der Staat schuf der Bauindustrie die gleichen Voraussetzungen, wie sie in Neubaugebieten am Stadtrand existierten. Die Flächensanierung begann.“

Auf den Punkt gebracht:

„Mit öffentlichen Geldern subventioniert, kauften gemeinnützige Wohnungsbaugesellschaften ganze Häuserblocks auf, um sie, ebenfalls staatlich gefördert, abzureißen und an ihre Stelle Neubauten zu setzen.“
Im Hintergrund agierte dabei der berüchtigte „Berliner Filz“, die für beide Seiten gewinnträchtige Verflechtung von Politik und Wirtschaft.

### 1970er Jahre
Gleichzeitig entwickelte sich jedoch „eine breite fachöffentliche Diskussion zur Stadterneuerung […] in Folge der 68er-Bewegung (und dem) veränderten Berufsbild der Architekten und Stadtplaner und dem kritischen Hinterfragen der gesellschaftlichen Ursachen und Hintergründe der damaligen Stadterneuerungspraxis.“
In dem am 1. August 1971 in Kraft getretenen Städtebauförderungsgesetz (StBauFG) wurde zwar auch den sozialen Aspekten „durch die Forderung nach Aufstellung von Sozialplänen für die Betroffenen mehr Gewicht als bisher eingeräumt“, doch gab es noch keine Regelungen zur praktischen Umsetzung. Und die Frage nach „flächenhafter Erneuerung“ oder „Erhaltung“ wurde ebenfalls nicht entschieden.
Da für die 1970er Jahre ein starker Bevölkerungsrückgang erwartet wurde, ging die Stadtplanung davon aus, dass es „insbesondere in den gründerzeitlichen Wohnquartieren […] zu erheblichem Leerstand kommen würde [… und das] erwartete ‚Ausschmoren‘ – z. B. des Gebietes Kreuzberg SO 36 –, hätte hierfür [für den Stadtumbau] die notwendigen Voraussetzungen geschaffen.“

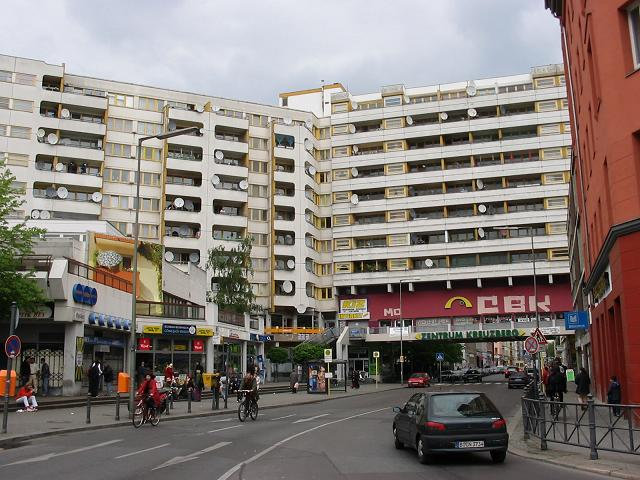
Neues Kreuzberger Zentrum (NKZ)

Unter „hierfür“ verstanden Sanierungsträger sowie die Bauwirtschaft nach wie vor die „Kahlschlagsanierung“ mit anfolgender Neubebauung – zum Modell wurde in jener Zeit das ‚Neue Kreuzberger Zentrum‘ (NKZ) am Kottbusser Tor.
„Eine stärker volkswirtschaftliche orientierte Betrachtungsweise der auftretenden Kosten [so wie sie nun die Stadtverwaltung vornehmen musste], die über den Vergleich der reinen Baukosten hinausging, zeigte, daß eine Verlagerung des Schwerpunktes der Stadterneuerung auf die Instandsetzung und Modernisierung von Altbauten auch ökonomisch sinnvoll ist. […] Zwischen dem theoretisch als notwendig Erkannten und der Praxis – so der Autor – klaffte also weiterhin eine deutliche Lücke.“
Während die Befürworter eines behutsamen Vorgehens sich mit „Pilotprojekten“, die „allerdings noch heftig umstritten“ waren befassten, trieben Politik und Bauwirtschaft den Kahlschlag weiter – schließlich war auch die Stadtautobahn mit potentiellem Anschluss nach Ost-Berlin nach wie vor in der Planung. Die ‚Bremser‘ dieses Konzepts versuchten darauf mit einer „Veränderung der Rahmenbedingungen für die Stadterneuerung […] zum Teil unter Einbeziehung einer vorgeschalteten Seminarphase und einer Beteiligung der betroffenen Bewohner […] und mit einer erweiterten Vergabe von Gutachten“ zu reagieren. Entsprechend wurde in Teilen der Verwaltung „ein Mitwirkungsmodell für die Vorbereitung und Durchführung von Stadterneuerungsmaßnahmen entwickelt und in den Ausführungsvorschriften des StBauFG 1977 verbindlich geregelt, ohne allerdings die Mitsprache an der Planung bereits einlösen zu können.“
Die „breite städtische Opposition gegen die Stadterneuerungspolitik“ – nach „seit etwa 1973“ verließ im Rahmen der Alternativbewegung zunehmend die für die Betroffenen eingerichteten Gremien und begann, sich in selbstorganisierten Gruppen zu strukturieren und zu vernetzen.
Im Juli 1977 kam es zu einem ersten Konflikt, als Stadtteilgruppen in Kreuzberg die zum Abriss vorgesehene „alte Feuerwache“ in der Reichenberger Straße besetzten, um sie in ein Stadtteilzentrum umzuwandeln. Während das Berliner Oberverwaltungsgericht den Abrissantrag neu entschied, „ließ der damalige Stadtbaurat […] die Wache im Morgengrauen räumen und abreißen.“
Zahlreiche über die gesetzliche Betroffenenbeteiligung gewählte Vertreter gründeten danach „den ‚Stammtisch SO 36‘, aus dem später die [unabhängige] Bürgerinitiative SO 36 hervorging.“

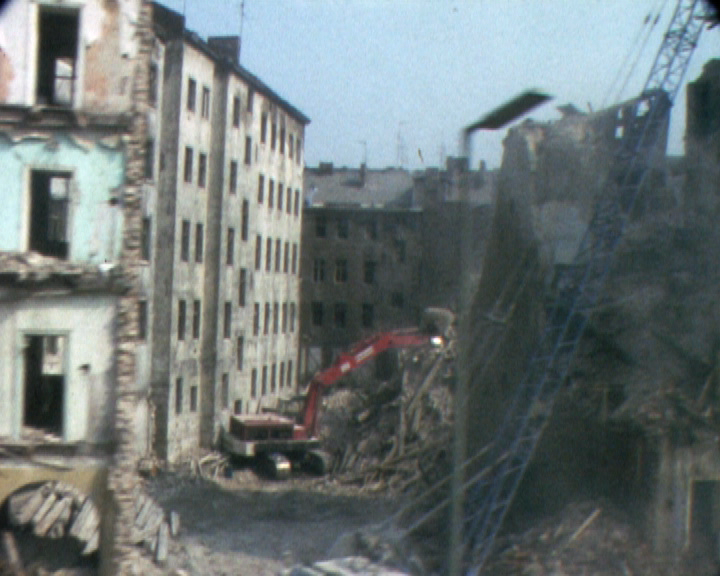
Abriss im Block 104

Eine neue Dynamik gewann der Wettlauf um die Rettung der alten Bausubstanz auch „in den von Pfarrer Klaus Dunze initiierten, 1977/78 durchgeführten ‚Strategien für Kreuzberg‘ für das Gebiet SO 36.“ Damit war ein Prozess in Gang gebracht, den der Autor in seinem ‚Resümee‘ auf den Punkt bringt: „Die veränderte Form der Stadterneuerung mußte erkämpft werden.“

### 1980er Jahre
Diese Kampfsituation ließ nicht mehr lange auf sich warten: Schon Mitte der 1970er Jahre war „Selbstorganisation“ zur gängigen Handlungsweise in allen Lebensbereichen nicht nur der Jugend geworden und die Handlungsweise der „Sanierer“ in Kreuzberg, Neukölln, dem Wedding und auch in Charlottenburg forderte den Widerstand geradezu heraus:

„Über zwei Jahrzehnte hinweg wurden ganze Blöcke und Straßenzüge ‚entmietet‘, gesprengt und abgeräumt. […] Wer diesem Prozeß ausgesetzt war, erlebte Sanierung (Heilung) als Zerstörung der Stadt. [… Ein großer Teil der] Bevölkerung war ständig vom Abriß ihres Hauses bedroht. Die Häuser waren im staatlichen Auftrag von Wohnungsbaugesellschaften aufgekauft und dann auf Abriß bewirtschaftete worden; d. h., es wurde möglichst wenig repariert. Die Instandhaltung unterblieb fast ganz. Lange vor dem Abriß wurde dann ‚entmietet‘. So standen in West-Berlin tausende Wohnungen leer, während 80.000 Haushalte mit Wohnberechtigungsschein dringend eine Wohnung suchten.“

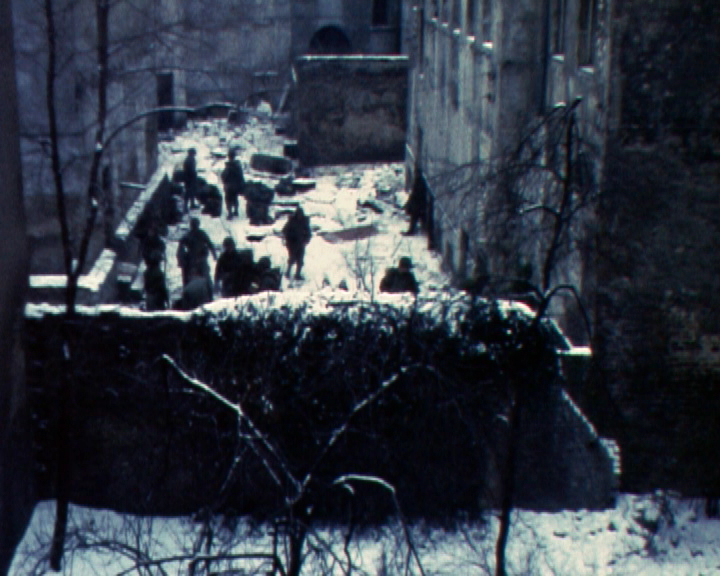
US-Army bei der Häuserkampfübung

Auf den zunehmenden Widerstand (auch von Mietern, die sich nicht vertreiben lassen wollten) reagierten manche Sanierungsträger durch Zerstörungsakte in noch teilbewohnten Gebäuden, die auch Erneuerungsmöglichkeiten ‚vorbeugen‘ sollten. „Die US-Army erhielt vom Senat die Erlaubnis, im Sanierungsgebiet Manöver im Häuserkampf durchzuführen. [… Danach] war an den Häusern dann wirklich nichts mehr zu retten, und die letzten Mieter sahen zu, daß sie möglichst schnell diesen ‚Kampfplatz‘ verlassen konnten.“

### Hausbesetzungen
Im Jahr 1979 kam es zu ersten „Instandbesetzungen“ – die Vorgänge waren so stark in der Bevölkerung ‚eingebettet‘, dass kaum Maßnahmen dagegen ergriffen wurden. Oft wurde parallel auch auf rechtlichem Wege vorgegangen: In der Görlitzer Straße 74 nach der Zweckentfremdungsverbotsverordnung, die Leerstand von mehr als drei Monaten verbot. Nach jahrelangem „Tauziehen“ wurden zwei Wohnungen in dem Haus besetzt. Der Vorgang fand großes Aufsehen:
„Die öffentliche Meinung war […] durch die Geschehnisse der letzten Jahre Hauseigentümern und Wohnungsbaugesellschaften gegenüber äußerst skeptisch geworden, und in der Presse fand diese Aktion ein durchweg positives Echo.“
Kurz darauf vermietete die Gesellschaft die zwei und noch weitere 40 Wohnungen.
Eine Reihe von Wohnungen in verschiedenen Gebäuden wurden auch heimlich oder sporadisch bewohnt. Die erste große Aktion war die „Instandbesetzung in der Cuvrystraße“. Dennoch hatte sich die Bewegung kaum über einen kleinen Bereich in Kreuzberg SO 36 hinaus verbreitet, doch das Potenzial dazu wuchs ständig und nach einer Räumung am Kreuzberger Fraenkelufer entzündete es sich in der ersten Straßenschlacht am 12. Dezember 1980 um das Kottbusser Tor.
In den nächsten Monaten nahmen die Besetzungen „viel schneller zu, als die Polizei die Häuser räumen konnte. Im Mai 1981 waren 168 Häuser in Berlin besetzt, davon 86 in Kreuzberg. Aus Sympathie gingen damals immer wieder aus den verschiedensten Anlässen Zehntausende auf die Straße. So wurden die Politiker schließlich zu Betroffenen ihrer eigenen Beschlüsse zur Stadtentwicklung.“
In einer repräsentativen Umfrage 1981 des Instituts für Demoskopie Allensbach antworteten auf die Frage, „ob die Hausbesetzer mit ihrer Kritik an der ‚Kahlschlagsanierung‘ recht hätten, […] 53,7 Prozent der Befragten mit ‚Ja‘. Weitere 18 Prozent waren unentschieden, während 31 Prozent keinerlei Verständnis hatten. […] 86 Prozent der Bevölkerung befürworteten eine sanfte und nichtpolizeiliche Lösung des Instandbesetzerkonfliktes.“

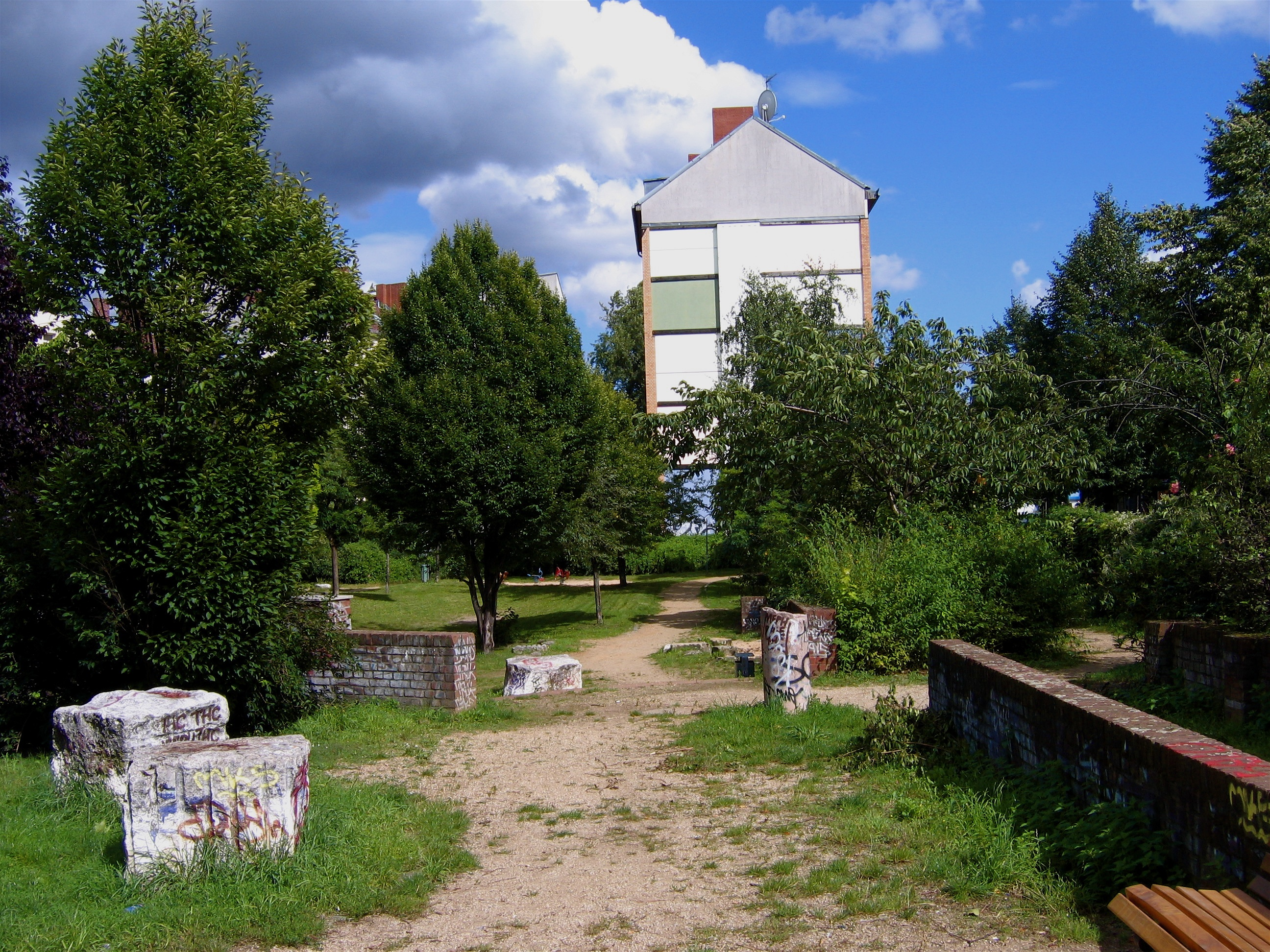
Letzte 1980er-Jahre-Kahlschlagfläche heute

In diese Zeit fiel dann faktisch auch das Ende der Flächensanierung – noch heute erkennbar im Block 104 an der Skalitzer Straße zwischen den U-Bahnhöfen Kottbusser Tor und Görlitzer Bahnhof, der noch zum größten Teil abgerissen wurde, dessen Häuserreihe zur Oranienstraße hin jedoch ‚stehenblieb‘. Die kahle Fläche wurde nicht mehr neu bebaut, sondern in einen Park verwandelt.

### Internationale Bauausstellung (IBA)

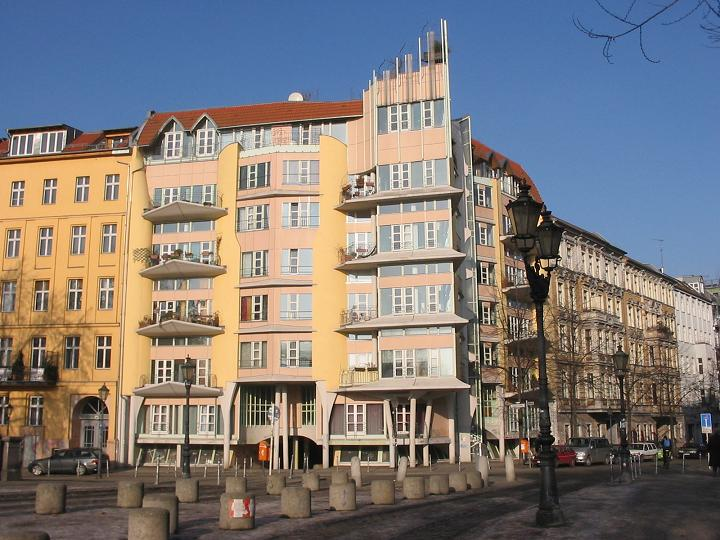
„IBA-Bauten“ am Fraenkelufer

Entscheidend für den Durchbruch zu einem neuen Sanierungs-Konzept auf der politischen Ebene wurde eine Gesellschaft – die „Internationale Bauausstellung 1987“ –, die 1979 auf Beschluss des Berliner Abgeordnetenhauses gegründet wurde.
Sie „sollte einerseits Stadtflächen, die seit dem Krieg zerstört oder danach abgeräumt brach lagen, neu bebauen. Andererseits sollte sie das Altstadtquartier im östlichen Kreuzberg zwischen Spree, Landwehrkanal und ehemaligem Luisenstädtischen Kanal erneuern – eben jenes Gebiet, in dem der Schwerpunkt der Empörung gegen die bisherige Sanierungspolitik lag.“
In der IBA konnten sich Stadtplaner, Architekten, die Fachleute zahlreicher (Bau-)Sparten sammeln und sie kamen mit den Zuständigen in den Ämtern an einen Tisch – in der Regel auf beiden Seiten Männern und Frauen, denen die Notwendigkeit einer neuen Politik bewusst war. Im Sommer 1979 wurde Hardt-Waltherr Hämer zum Planungsdirektor der Altstadtquartiere berufen. Nach kurzer Zeit wurde den an der IBA Beteiligten klar, „daß der Beschluss des Abgeordnetenhauses im Sinne einer Formulierung des Projektes selbst nicht geeignet war. Ohne Mitsprache und Beteiligung der Bewohner waren die Probleme nicht zu bewältigen. […] Nach den bisher üblichen Lösungsverfahren […] war jedenfalls Kreuzberg nicht zu retten.“
Grundsätzlich, so im Nachhinein formuliert, war es in der IBA (und dann in ihrer Nachfolgeorganisation S.T.E.R.N.) klar, dass sie „ohne die Hausbesetzer nichts und die Besetzer ohne die IBA nichts bewirkt“ hätten. Dennoch – so Hämer: „Die größte Wirkung hatten seinerzeit aber wohl die Instandbesetzer. Ihr Rechtsbruch war für viele Berliner moralisch gerechtfertigt.“

## Umschwung
Schon 1979/1980 packten die IBA-Mitarbeiter bei der „Winterfestmachung“ auch praktisch (und organisatorisch) mit an und parallel wurde konzeptionell gearbeitet: „Gegen den damals ganz unnachgiebigen Widerstand, insbesondere einiger zuständiger Ämter und Eigentümer, haben wir zusammen mit den Betroffenen „12 Grundsätze der behutsamen Stadterneuerung“ entwickelt.“
Im Zuge der Auseinandersetzungen auf den Straßen und der Flut der Besetzungen kam es in Berlin jedoch zu einer Polarisierung der öffentlichen Meinungen, die insbesondere von der „Springer-Presse“ kompromisslos durchgesetzt wurde. Allenfalls wurde noch zwischen verhandlungsbereiten und kriminellen Hausbesetzern unterschieden. Doch im Kern konnte die Misere der Stadterneuerung nicht fortpolemisiert werden und die Opposition gegen eine Fortsetzung der bisherigen Politik und eine gewaltsame Beseitigung des Widerstandes festigte sich in allen gesellschaftlichen Bereichen.
Vorerst war jedoch „für die Mehrheit der Berliner [… die Hausbesetzungen] ein unerträglicher Zustand“ und so sorgten sie in den „Wahlen 1981 für den Sturz der Regierung.“ In Kreuzberg allerdings zog die „Alternative Liste“ in die Bezirksverordnetenversammlung ein und sie konnte mit Werner Orlowsky auch den Baustadtrat stellen. Hier gelang es, für die „Zwölf Grundsätze“ im Frühjahr 1982 die bezirkliche Zustimmung zu erlangen und: „Im März 1983 nahm das Abgeordnetenhaus schließlich diese Grundsätze als Leitlinie zustimmend zur Kenntnis.“ Damit war die Flächensanierung endgültig abgeschafft und die Behutsame Stadterneuerung durchgesetzt.
Nach dem Tod des Demonstranten Klaus-Jürgen Rattay am 22. September 1981 gewann auf beiden Seiten allmählich die Besonnenheit die Oberhand – der Regierende Bürgermeister von (West-)Berlin, Richard von Weizsäcker, initiierte einen Verständigungskurs, der nach einigen Wechselfällen langfristig zu einer „Beruhigung“ führte, in deren Rahmen gut ein Drittel der besetzten Häuser legalisiert werden konnte.
Maßgebenden Anteil an der friedlichen Lösung hatten Bischof Martin Kruse und die Evangelische Kirche in Berlin mit ihrem Verhandlungsführer Rainer Papenfuß; die von der späten 68er-Bewegung betriebene Organisation Netzwerk Selbsthilfe als Vermittler zu den Hausbesetzern, der Bausenator Ulrich Rastemborski als vorsichtiger Unterstützer und schließlich der dabei gegründete alternative Sanierungsträger Stattbau, der auf Basis der Behutsamen Stadterneuerung bis 1990 in Kreuzberg 13 besetzte Häuser sanieren und legalisieren konnte.

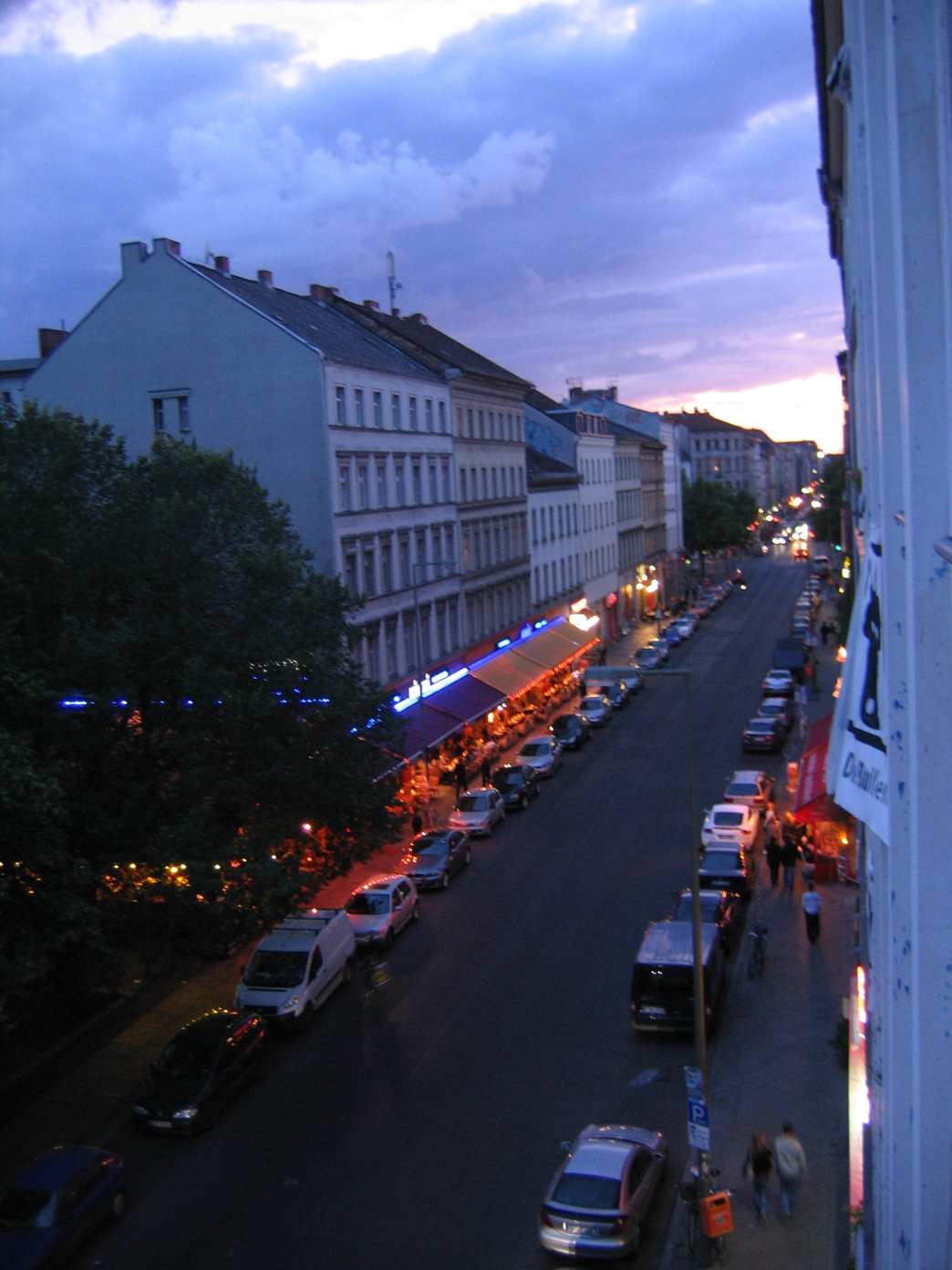
Nicht abgerissene Häuserzeile in der Oranienstraße

Damit hatte die „Gegenkultur“ ihre Basis – vor allem in Kreuzberg – bewahrt und die ursprünglichen Motive von Hausbesetzerbewegung und den vielfältig aktiven Teilen in der Bevölkerung waren durchgesetzt: die bestehende Bausubstanz der alten Stadtquartiere wurde „behutsam erneuert“ und die damit verbundene „kleinteilige“ Lebensqualität blieb weitgehend erhalten.

### Bilanz 1990
Neben diesen offensichtlichen, auch amtlich festgeschriebenen Erfolgen, versuchte die IBA auch die ökonomische Seite ihres Engagements zu berechnen: Hardt-Waltherr Hämer stellte sich die Aufgabe, „den Unkenrufen zum Trotz“ nachzuweisen, dass die Betroffenenbeteiligung weder Verzögerung, noch Verteuerung bringe. Er rechnete vor: Vorher waren „von der Entscheidung über Entmietung, durchgreifende Erneuerung oder Abriß und Neubau bis zum Wiedereinzug der Bewohner etwa sieben Jahre nötig. [Heute, 1990] braucht die Erneuerung zwar immer noch zu lange, etwa zwei Jahre […]“. Und: „Das Abstimmungsverfahren hat […] geholfen, daß der Förderungsaufwand je Wohnung im IBA-Gebiet durchschnittlich um 60 % niedriger ist, als es nach dem ursprünglichen Programm des Abgeordnetenhauses von 1979 hätte sein müssen.“
Zudem seien durch den modifizierten IBA-Auftrag mit 4260 Wohnungen mehr als ursprünglich vorgesehen erneuert worden.
Die durchschnittlichen Gesamtbaukosten (Wohnung mit 80 m²) beliefen sich nach Hämer 1989:
- Neubau 4780 DM/m²
- Erneuerung 2070 DM/m²

Modernisierungskosten (nach § 17.II WohnBauG) lagen zuvor um 130 % höher als vergleichbare Neubaukosten; die behutsame Stadterneuerung „führte tatsächlich zu einer drastischen Reduzierung der Baukosten und in Verbindung damit zu bezahlbaren Mieten nach der Erneuerung.“

### Legalisierte Häuser

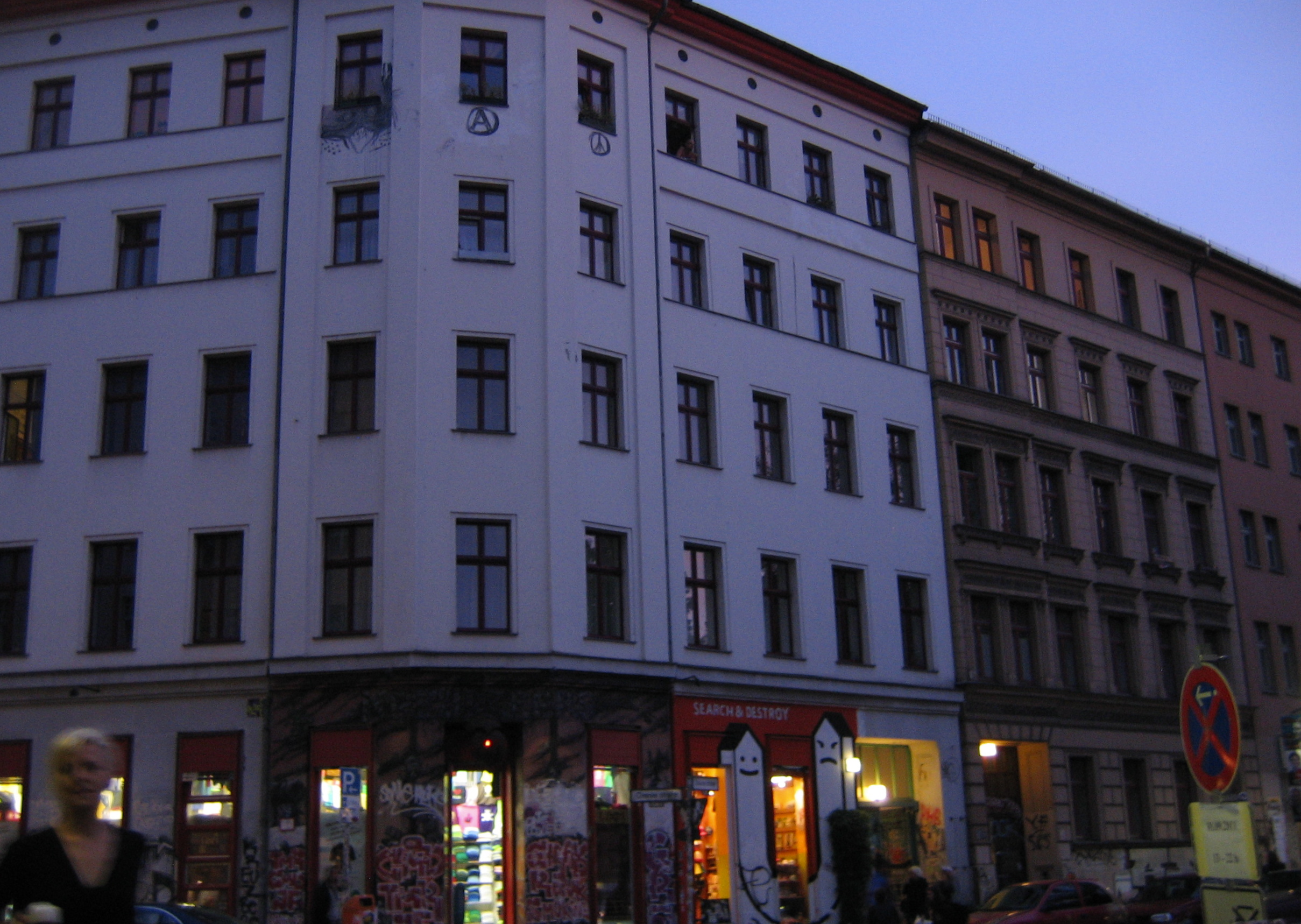
Ehemaliges Besetzerhaus am Heinrichplatz

Es ist nachvollziehbar, dass die Angaben zur Zahl der längerfristig besetzten (ca. 170) und dann auch der „legalisierten“ Häuser (ca. 60) in der Literatur schwankt – die Größenordnungen sind allerdings erfasst.

### Lebensqualität
„Selbstorganisation und Selbsthilfe wurden zu Schlüsselworten einer politischen Veränderung. Die überschaubare Komplexität der alten Quartiere, die Vielfalt der städtebaulich integrierten Nutzungen, die menschlichen Dimensionen des gründerzeitlichen Stadtraums sowie die Offenheit ihrer Nischen und Winkel für neue Lebensmodelle gilt vielen als das städtische Synonym eines ‚alternativen‘ gesellschaftlichen Entwurfs.“

Dieses Engagement der Beteiligten, die gerne auch zusammengefasst als „benachteiligte Gruppen“ definiert wurden, resultierte jedoch nicht aus defensiven Motiven – das „scheinbar Unmögliche“, das die Gesamtgesellschaft überraschende intensive und auch nachhaltige Tun, der außerordentliche persönliche Einsatz einer ganzen Jugendgeneration – genauer betrachtet waren es zwei aufeinander folgende Altersgruppierungen – wurzelte in der plötzlich aufgetretenen und erkannten Chance, größere städtische Bereiche als eine Art ‚eigenes Territorium‘ zu vereinnahmen und auch zu etablieren. Wie der Blick heute auf diese Stadtregionen zeigt, ist dies auch gelungen – die in den Jahrzehnten danach folgenden Jugendgenerationen mussten nichts anderes mehr tun, als einfach weiterzumachen.
Das war Mitte der 1980er Jahre, als die turbulente „Hausbesetzerzeit“ wieder abgeklungen war, noch nicht zu überblicken. Mit der sich ankündigenden Auflösung der Ost-West-Konfrontation und schließlich dem Mauerfall im November 1989 war auch die interne Selbstfindung der West-Berliner zu Ende. Nun begann ein weitaus übergreifenderes politisches Geschehen, das jedoch auch in der nun ehemals geteilten Stadt das nächste Kapitel „Stadterneuerung“ aufschlug.
Ein Fazit zog Volker Hassemer, unter Richard von Weizsäcker von 1981 bis 1983 Senator für Stadtentwicklung und Umweltschutz:
Die IBA „manifestierte die endgültige Wende in einem lang anhaltenden sozialen und gesellschaftlichen Konflikt um die Wünschbarkeit und Vertretbarkeit der Altbausubstanz. Bis zu diesem Projekt wirkte die Abrissmentalität, die in der Nachkriegszeit der Kriegszerstörung – nicht nur in Berlin – eine zweite Zerstörungswelle folgen ließ. […] Die IBA unter Hardt-Waltherr Hämer wendete dieses Blatt zugunsten einer Altbaumodernisierung, die dann architektonisch, sozial und finanziell zum Vorbild wurde. Die legendären Auseinandersetzungen in Kreuzberg SO 36, die zähen Konflikte zwischen Bürgern, Investoren, Politikern, Verwaltungen, Architekten und Stadtplanern wurden durch die Ergebnisse der Altbau-IBA und die sie positiv begleitende Politik endgültig und unumkehrbar entschieden.“

## Ausblick 1990
Mit der deutschen Wiedervereinigung kam eine auch völlig neue – zudem überraschende – Lage auf die Stadtverwaltungen zu. Nicht nur Hardt Walther Hämer befürchtete, dass die Behutsame Stadterneuerung nur „eine Episode der achtziger Jahre“ bleiben könnte, wenn sie von der Politik nun wieder ‚gekippt‘ würde. Denn mit den „Ost-Berliner Rekonstruktionsgebiete(n) in Stadtmitte, Prenzlauer Berg und Friedrichshain [… ist] ein Vielfaches an verrotteter Bausubstanz zu sichern und vor dem endgültigen Verfall zu retten, eine riesige Zahl leerer oder nicht benutzbarer Wohnungen muß wieder bewohnbar gemacht werden.“
Die Aufgaben waren groß – auch das Verkehrsnetz im Osten, fast die komplette Infrastruktur, befand sich in ähnlichem Zustand – und es ging nicht nur darum, einen organisierten Rückfall in die Zeit von Kahlschlagsanierung zu vermeiden, sondern: „Verfahrensweisen der Sicherung gegen Aufwertung und ungewolltem Zugriff sowie zum Schutz ‚schwacher Nutzungen‘, die zugleich eine Konsolidierung dieser Gebiete anstreben, müssen entwickelt werden.“
Zu erwarten waren „Widersprüche zwischen Hauptstadtfunktionen und Quartiersentwicklung“, doch kam es nun darauf an, in der Behutsamen Stadterneuerung „mehr als nur ein Korrektiv“ zu sehen und ihr als „Gegengewicht und Ergänzung einer metropolitanen Planung eine zentrale Rolle in der Berliner Stadtentwicklung“ zuzuweisen.

## Lage Berlin-Ost

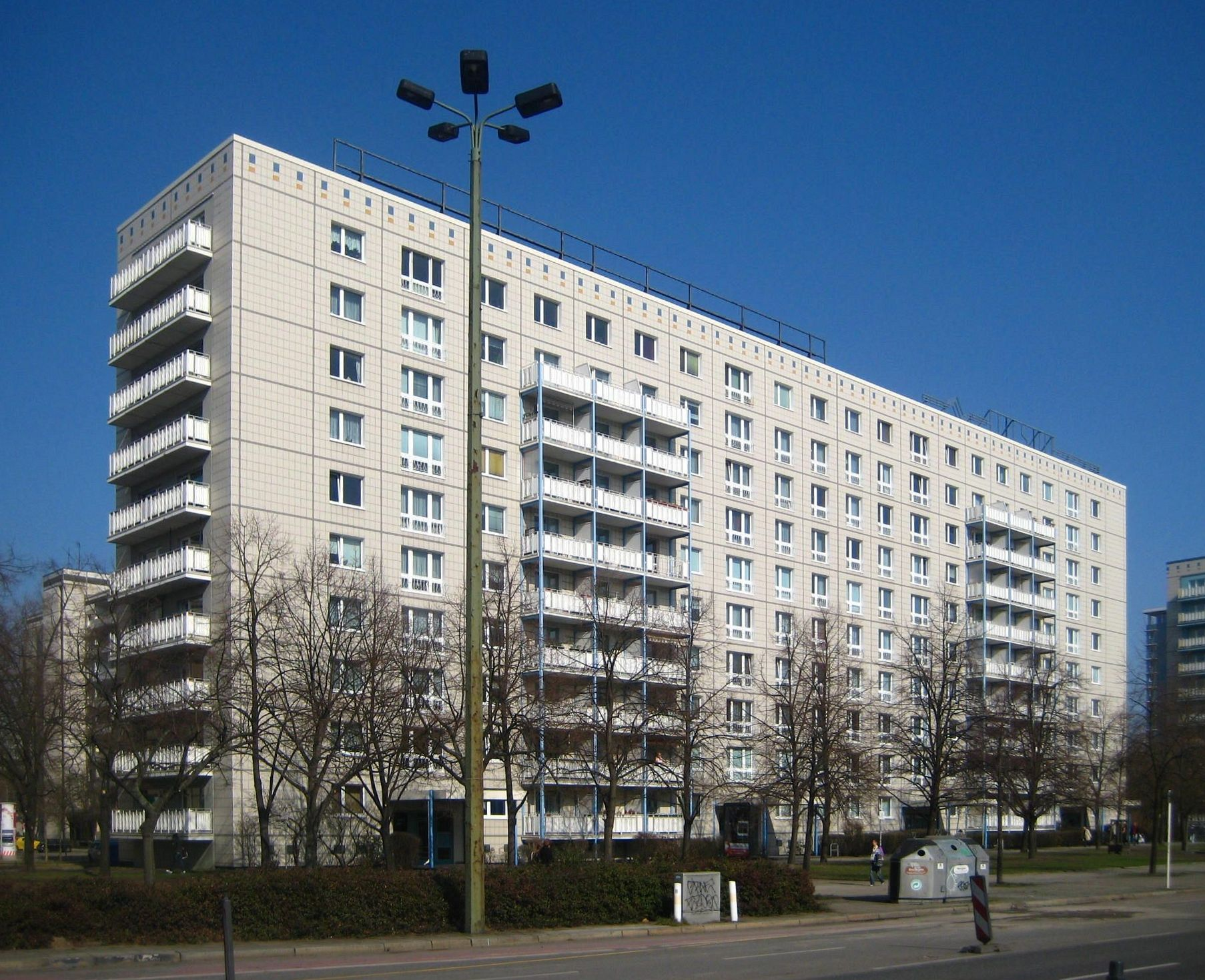
Karl-Marx-Allee, 1967

Bis weit in die 1960er Jahre war die Situation im Westen und Osten der Stadt ähnlich: „Bis zu diesem Zeitpunkt ging es in den Altbaugebieten darum, notwendige Instandsetzungsmaßnahmen durchzuführen, um eine weitere Bewohnbarkeit zu sichern. Bis dahin war man im Osten der Ansicht, daß die Berliner Mietskasernenbebauung als ‚Erbe kapitalistischer Bodenspekulation‘ nicht erhaltenswürdig sei und über kurz oder lang Neubauten weichen müsse.“
Großflächige Abrissplanungen scheiterten jedoch „an den ökonomischen Bedingungen, an Wohnungsnot und an der schwierigen Verlagerung von Industrie und Gewerbe.“
Politisch gewollt war in den 1960er Jahren die Konzentration auf den Wiederaufbau des Stadtzentrums, das 1969 zum 20. Jahrestag der DDR eingeweiht wurde. Alles andere musste vernachlässigt werden und „die Unzufriedenheit unter der […] Bevölkerung zur Wohnungslage nahm zu. […]“

### 1970er Jahre
Deshalb wurde 1971 auf dem VIII. Parteitag der SED das Wohnungsbauprogramm zum Schwerpunkt des sozialpolitischen Programms ernannt. In repräsentativen Bereichen – „den ‚komplexen‘ Umgestaltungsgebieten [für Privilegierte]“ wurden sorgfältige Modernisierungen durchgeführt, in der Masse der Bezirke waren die Maßnahmen „Verbesserungen der Wohnqualität“ und deren ungenaue Definition ließ „Widersprüche zwischen statistisch abgerechneter Modernisierung und tatsächlich erfolgter Veränderung […] in den Wohnungen zu. Letztlich führte das dann zu Fehleinschätzungen bei der Lösung der Probleme in den Altbaugebieten“, deren Nachhaltigkeit zudem durch die „Vorgabe einer ‚Restnutzungsdauer von 30 Jahren‘“ relativiert war.

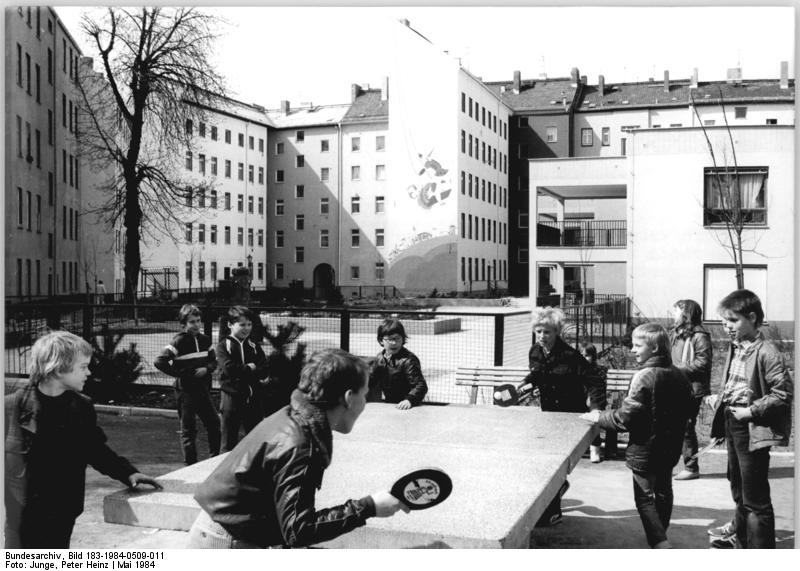
Restaurierter Arkonaplatz, 1984

Die Bemühungen am Arkonaplatz und am Arnimplatz „waren erfolgreich und fanden großen Zuspruch unter der Bevölkerung. Plötzlich waren modernisierte Altbauwohnungen mit Ofenheizung attraktiver als Neubauwohnungen am Rande der Stadt geworden.“
In der Politik wurde „die Erneuerung der Altbaugebiete ab 1976 fester Bestandteil der Lösung der Wohnungsfrage“ und 1979 war der Umschwung eingeleitet: „Die vorhandenen Altbaugebiete der Gründerzeit wurden als Bestandteil der Stadt akzeptiert und zur endgültigen Konsolidierung freigegeben.“
In der Parallelität der Ereignisse war damit 1979 im Osten regierungsamtlich vorgegeben, was im Westen der Stadt gerade „erkämpft“ wurde. Die Folgen waren jedoch letztlich sehr verschieden.

### 1980er Jahre
Im Osten war der „politische Zündstoff“ ebenfalls hoch – genannt wird das „Palisadendreieck“ Friedrichshain –, denn „dringendste Instandsetzungsmaßnahmen“ waren bereits in großem Umfang vernachlässigt worden.
Da die Baukapazitäten beschränkt waren, konnten die kommunalen Wohnungsverwaltungen nur mit Hilfe staatlicher Subventionen ihre Bausubstanz bewirtschaften, selbst „Privateigentümer hatten […] kaum eine Chance zur Pflege und Erhaltung ihrer Gebäude.“ Zur Beschleunigung der Arbeiten „wurden andere Bezirke zur Unterstützung der Bauvorhaben in Ost-Berlin herangezogen (natürlich zu Lasten ihrer eigenen Bauvorhaben). […] Der Bezirk Suhl erhielt den Auftrag, im Palisadendreieck komplette Leistungen zu realisieren.“ Friedrichshain wurde zum Modellbeispiel für die innerstädtische Stadterneuerung; dazu kamen jedoch bald „die großen zentralen Vorhaben der Innenstadt, die zur 750-Jahr-Feier [Berlins im Jahr 1987] fertiggestellt werden sollten. […] Deshalb kamen 1985–86 Bezirke aus der DDR verstärkt zum Einsatz.“

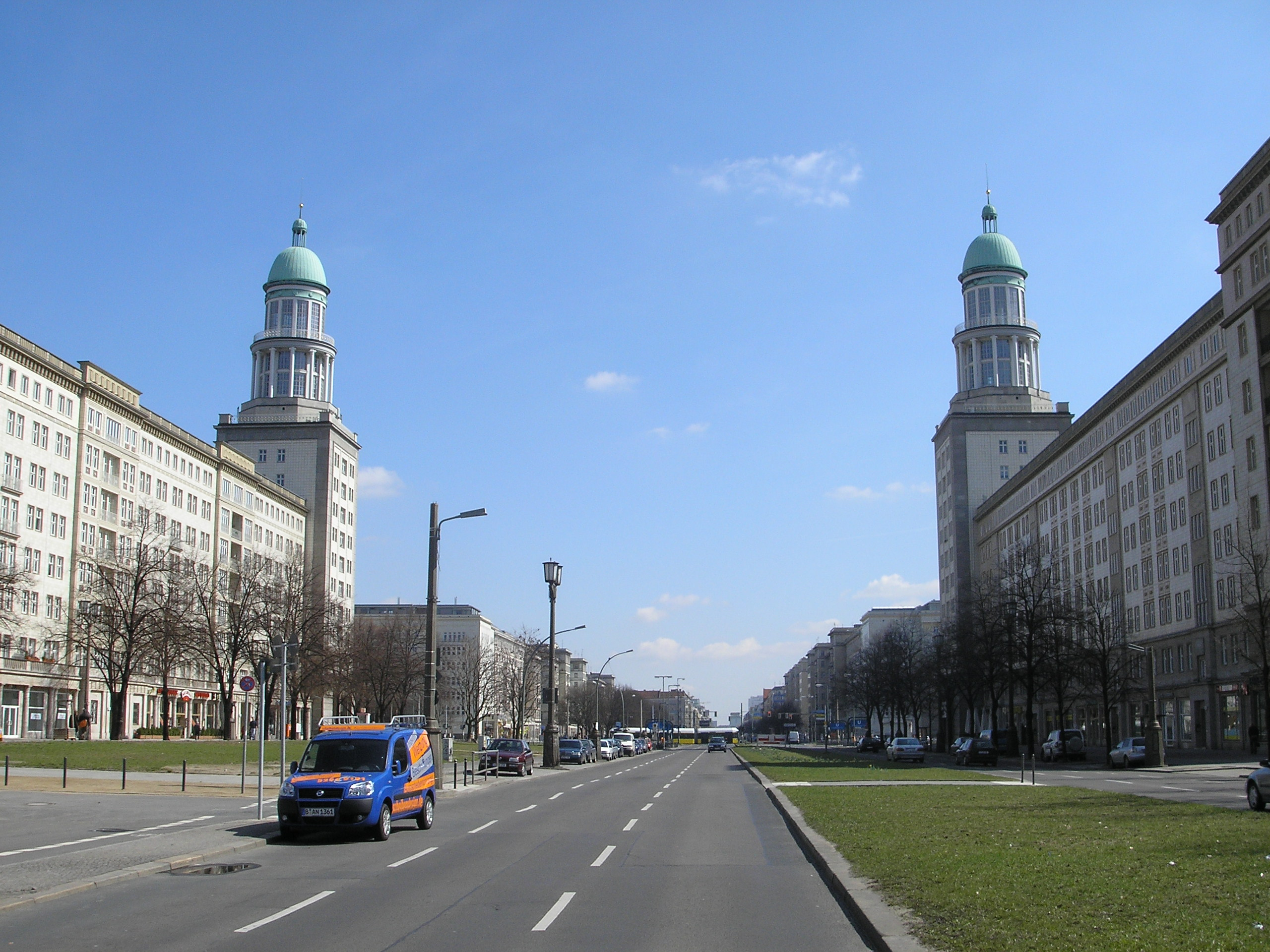
Frankfurter Allee / Frankfurter Tor

Zahlreiche ‚Paradeobjekte‘ machten zum Stadtjubiläum Eindruck, doch: „Dieser ‚optimistische‘ Aufschwung war nach den Feierlichkeiten schnell vergessen. Ernüchtert stellte man 1987 fest, daß in der Innenstadt mit dem bisher eingeschlagenen Weg der Einheit von Neubau und Modernisierung, wie er in der Frankfurter Allee demonstriert wurde, die Probleme bis 1990 nicht lösbar sind.“
Nun wurde wieder „der Wohnungsabriß mit der Tendenz zu Flächenabrissen drastisch erhöht“ und der differenzierte Plattenbau für innerstädtische Standorte abgebrochen: „Es kam nun wieder die für extensive Neubaustandorte weiterentwickelte Großplattenbauweise zum Einsatz.“
Die dadurch erforderliche drastische Vorgehensweise – der großflächige Abriss sollte im Prenzlauer Berg an der Rykestraße beginnen – stieß nun jedoch „auf heftigen Widerstand der Bewohner dieser Gebiete. Bürgerinitiativen entstanden, die sich gegen Abrisse und Plattenbauten wehrten.“
Die politischen Ereignisse im November 1989 setzten allen staatlichen Planungen ein Ende.

## Wiedervereinigung in Berlin
Zwar war davon auszugehen, dass nach dem Mauerfall auch die Stadtentwicklung im Westen der Stadt im bisherigen Sinne fortzuführen war, doch das eigentliche Problem lag im Ostteil, in dem im Vergleich eine „jahrzehntelang vernachlässigte Bausubstanz gewaltige öffentliche Anstrengungen erfordern [wird], allein zur Beseitigung der baulichen Mängel.“
Hämer umriss Mitte 1990 seine Perspektive:

„Die Zukunft von Gesamt-Berlin wird […] von einer, den Bestand und die Struktur der Innenstadtgebiete sichernden Planungspolitik sowie einer Weiterentwicklung des Verfahrens der behutsamen Stadterneuerung abhängen. […] Die zu erwartenden Widersprüche zwischen Hauptstadt-Funktionen und Quartiersentwicklung sind absehbar.“ Er plädierte dafür, das bisherige Konzept nicht nur als ‚Korrektiv‘ einer ‚metropolitanen Planung‘ anzuwenden, sondern als ‚Gegengewicht und Ergänzung‘. Er war realistisch genug, um zu sehen, dass die ‚Hauptstadt-Funktionen‘ in der Innenstadt sich keinem ‚sozialen Konzept‘ fügen würden.“

Die wichtigsten Entscheidungen für die Zukunft der Stadterneuerung in Berlin fiel nach der „politischen Einigung am 3. Oktober 1990“ und nach einer Bestandsaufnahme der Lage in beiden Stadthälften („Expertengruppe Stadterneuerung des provisorischen Regionalausschusses“) zum einen durch die Abstimmung im Bundestag, Berlin wieder zur Hauptstadt Deutschlands zu machen: Aufgrund des Parlamentsbeschlusses vom 20. Juni 1991 wurde Berlin im Jahr 1999 auch Sitz von Parlament und Regierung.
Zum andern mit dem Beschluss des Abgeordnetenhauses 1993, die behutsame Stadterneuerung in Modifizierungen auch auf den Ostteil der Stadt anzuwenden.
Damit war „die Gefahr, dass nach der engagierten Kritik der siebziger Jahre, die zur Praxis der behutsamen Stadterneuerung in den achtziger Jahren führte, die neunziger Jahre das Jahrzehnt der unkritischen ‚Macher‘ unter falschem Etikett werden“, im Ansatz gebannt.

## Erste Folgen der Wiedervereinigung
Die Wiedervereinigung ermöglichte nicht nur eine neue Sichtweise auf die „neue Großstadt Berlin“, sie warf auch schnell die Problematik auf: die angesichts der politischen und emotionalen Dimensionen anfangs nahezu unbeachteten ökonomischen Konsequenzen kamen ans Licht, „als Schritt für Schritt das wirtschaftliche Desaster der DDR deutlich wurde. Die erschreckende Bilanz beschränkte sich nicht nur auf den Produktionssektor, sondern gleichermaßen auf die gesamte Wohnungswirtschaft.“

### Ausgangssituation
Für Berlin und die Region wurde eine „Expertengruppe »Stadterneuerung« des Provisorischen Regionalausschusses“ gebildet, die im Überblick für das Gebiet mit 1,57 Millionen Wohnungen einen „Erneuerungsbedarf allein für ca. 178.000 Wohnungen in dem bis 1918 errichteten Wohnungsbestand ermittelt“ hatte.
Für die Jahre 1991/1992 errechnete die Expertengruppe „ein (notwendiges) Konjunkturprogramm in Höhe von 2,8 Mrd. DM für Berlin-Ost und die Region, [da] aufgrund der Einkommenssituation in der bisherigen DDR ein privatwirtschaftlicher Anschub noch nicht greifen konnte und deshalb nur eine zeitlich begrenzte staatliche Förderung einen Einbruch in der Bauwirtschaft verhindern kann.“

#### Berlin-West
Für den Westteil der Stadt galt nach der Wiedervereinigung noch das „SEE-Gutachten zur Stadterneuerung und -entwicklung, AGS, 1988“. Hier war ein Handlungsbedarf für ca. 40.000 Wohnungen in der Kategorie „bis 1918“ ermittelt; hauptsächlich für die Innenstadtbezirke in Bezug auf „Blöcke mit niedrigem Ausstattungsstandard.“ Ergänzend wurden für verschiedene Baugruppen „Defizite im Wohnumfeld“ festgestellt.

#### Berlin-Ost

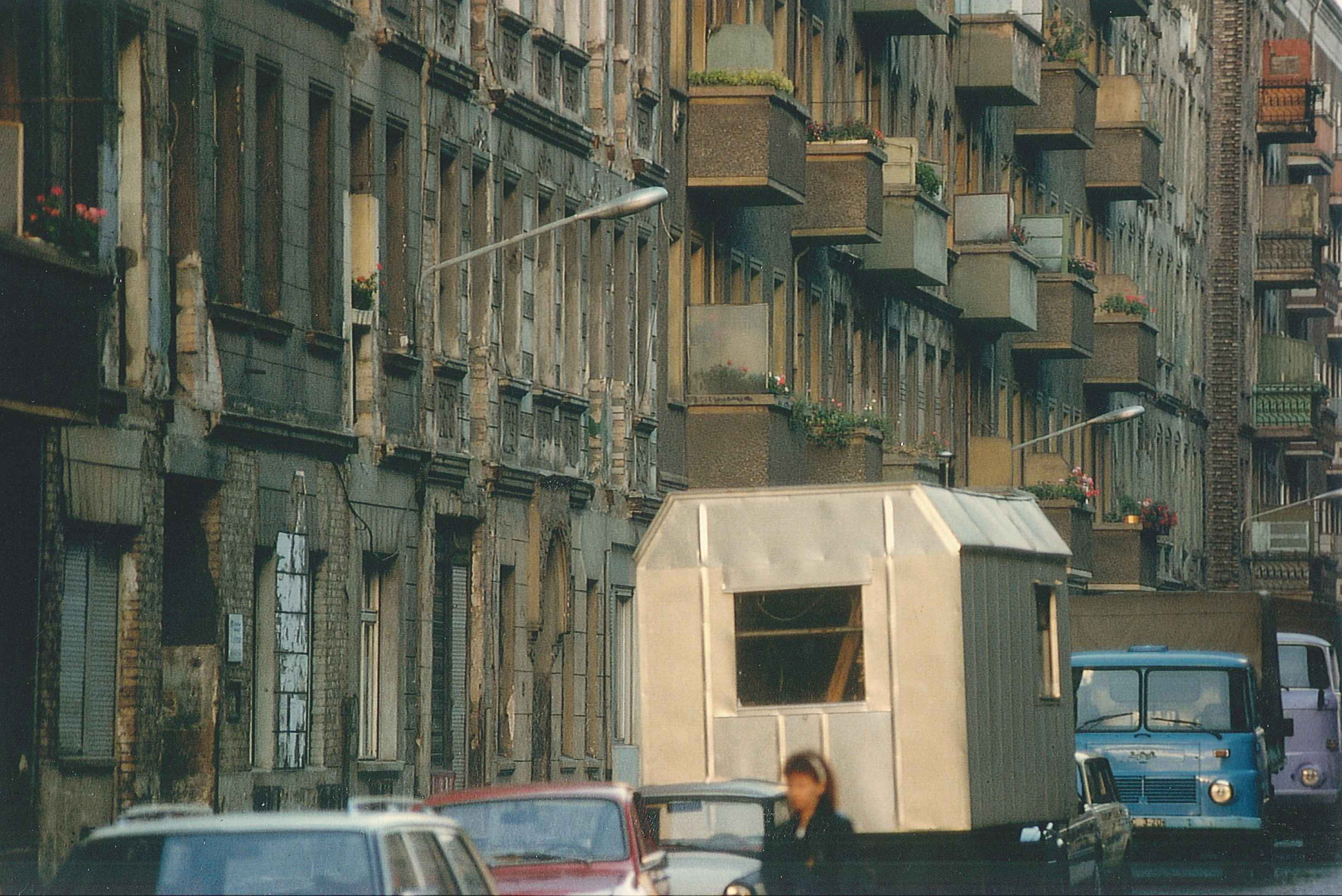
Samariterviertel, Schreinerstraße, 1991

Für den Ostteil der Stadt wurde „nach den gleichen Kriterien ein Erneuerungsbedarf von rund 70.000 Wohnungen in der Baugruppe vor 1918 in den Innenstadtbezirken Mitte, Prenzlauer Berg und Friedrichshain“ ermittelt.
Die übrigen 68.000 Wohnungen betrafen „Gebäudegruppen mit zwei- bis dreigeschossiger Bebauung als geschlossene Quartiersstruktur, meist aus dem 18. und 19. Jahrhundert“ in der Peripherie Berlins und in Altstadtbereichen der Städte des Umfeldes sowie „Vorstadtbereiche mit Einzelgebäuden und Villen aus der Gründerzeit“, drittens „Orte mit Siedlungscharakter“ und „Dorflagen“.
Insbesondere galt die Situation der innerstädtischen Altbauquartiere in Ost-Berlin als „alarmierend“:
- „Hoher Leerstand, in Ost-Berlin ca. 25.000 Wohnungen, allein im Prenzlauer Berg ca. 8.000. […],
- jahrzehntelange unterlassene Instandhaltung und fortgeschrittener Verfall […], Mangel an dringend benötigten Baumaterialien;
- keine kostendeckende Bewirtschaftung der Häuser aus den laufenden Mieteinnahmen;
- Stadterneuerung ohne Bürgerbeteiligung [und] ohne Rücksicht auf soziale Strukturen und individuelle Bedürfnisse;
- Abriß historisch wertvoller Gebäude.“[48]

Vor diesem Hintergrund und in Anbetracht der gebotenen Eile beschloss am 6. Februar 1990 „der Senat die ‚außerplanmäßige Mittelbereitstellung zur Förderung dringender Stadterneuerungsmaßnahmen im Großraum Berlin‘ in Höhe von 25 Millionen DM für in den Jahren 1990 und 1991 zu realisierende Maßnahmen.“ Die Mittel sollten insbesondere in Mitte und Prenzlauer Berg eingesetzt werden und die Vergabe war „an die Bedingung geknüpft, daß aus Ost-Berlin Komplementärmittel für die Erneuerungsmaßnahmen bereitgestellt werden.“ Damit wurde insgesamt „ein Bauvolumen von ca. 60 Millionen DM aktiviert.“

### 25-Millionen-Programm
Mit der finanziellen Abwicklung und der Kontrolle der Maßnahmen wurden für das Land Berlin von der Senatsverwaltung für Bau- und Wohnungswesen beauftragt: DeGeWo, BSM, L.I.S.T., S.T.E.R.N., SPI, STATTBAU und die ARGE MITTELSTRASSE.
Gegründet wurde eine „‚Projektkommission‘, die aus Mitarbeitern des Ministeriums für Bauwesen und Wohnungswirtschaft, des Magistrats, der Stadtbezirke Mitte und Prenzlauer Berg, des Sprecherrats der Ostberliner Bürgerinitiativen, der Senatsverwaltung für Bau- und Wohnungswesen und (ab 1. April 1990) des Koordinationsbüros“ bestand.
Am 1. April 1990 war eine Arbeitsgruppe beauftragt worden, die Koordination zur Abwicklung des Programms in Ost-Berlin zu übernehmen und ab 9. Juli 1990 wurde das Koordinationsbüro in Prenzlauer Berg eröffnet.
Neben den Fachaufgaben sah das 25-Millionen-Programm auch die Unterstützung von Selbsthilfegruppen und eine „Initiierung demokratischer Planungs- und Beteiligungsprozesse“ vor. „Die ersten Sitzungen waren noch stark geprägt von Kontroversen zwischen den Verantwortlichen der alten Machtstrukturen und Mitgliedern der Bürgerinitiativen“.
Im Juni 1990 wurde die Liste der zur Förderung vorgesehenen Projekte einvernehmlich verabschiedet.
Die Autoren Borgelt, Dieser und Keckstein als Mitglieder des Koordinationsbüros resümierten, dass die Zusammenführung „der Partner in Ost und West in gemeinsamer Arbeit“ beiden Seiten viel abverlangt hätte und „erhebliche Reibungsverluste und zusätzlicher Aufwand gegenüber vergleichbaren Projekten in West-Berlin zu bewältigen waren. Die Akteure wurden ständig mit neuen Problemen konfrontiert. […] Die West-Berliner Programme dürfen nicht unreflektiert auf die Ost-Berliner Verhältnisse übertragen werden. Insofern leistet das 25-Millionen-Programm mehr, als zunächst mit ihm intendiert war.“

## Erstes Gesamtberliner Stadterneuerungsprogramm
Das Programm wurde 1993/95 aufgelegt. Es wies 22 Sanierungsgebiete aus:
- In Mitte:

Spandauer Vorstadt, Rosenthaler Vorstadt (Karte Nr. XVI und XVII), Beusselstraße, Stephankiez, Soldiner Straße.
- In Friedrichshain-Kreuzberg:

Samariterviertel, Warschauer Straße, Traveplatz-Ostkreuz.
- In Pankow:

Helmholtzplatz, Kollwitzplatz, Teutoburger Platz, Winsstraße, Bötzowstraße, Komponistenviertel (Weißensee), Wollankstraße.
- In Neukölln:

Kottbusser Damm Ost, Weserstraße.
- Treptow-Köpenick:

Altstadt/Kietzer Vorstadt, Oberschöneweide.
- In Lichtenberg:

Kaskelstraße, Weitlingstraße.

### Zwischenbilanz 2005 (bis Ende 2003)
Nachdem die Stadt Berlin nach diesem beschäftigungsintensiven ersten Erneuerungsprogramm den Außenring der Altstadt um das Zentrum mit der Behutsamen Stadterneuerung im Norden, im Osten (Pankow) zum Süden hin (Friedrichshain-Kreuzberg) geschlossen hatte, zog der Senat nach zehn Jahren eine Zwischenbilanz:
In dieser Bilanz vom Februar 2005 wurde festgestellt, dass die Sanierung der Wohnsubstanz in den 22 Gebieten über die Hälfte der Wohnungen mit Erneuerungsbedarf ausmachte.
Das Investitionsvolumen zur Erneuerung der Gemeinbedarfseinrichtungen (z. B. Schulen, Kindertagesstätten) sowie der Investitionen für das öffentliche Wohnumfeld (Straßen, Stadtplätze, Grünanlagen) erreichte jeweils jedoch nur knapp über ein Drittel der Planungsziele im vorgesehenen Zeitraum (bis Ende 2003).
In der Zwischenbilanz wurde festgestellt, dass sich „die Leitsätze (gemeint ist die ‚Behutsame Stadterneuerung‘) […] in den vergangenen 11 Jahren bei der weiteren Konkretisierung der Sanierungsziele und der Durchführung der Sanierung grundsätzlich bewährt [haben]“, dass jedoch „in der jetzigen Finanzsituation Berlins (fortdauernde Haushaltsnotlage) […] die bisherige Strategie der Stadterneuerung nicht unverändert fortgesetzt werden“ kann. Mitgeteilt wurde gleichzeitig, dass „das Finanzengagement Berlins für die Stadterneuerung […] bereits neu ausgerichtet“ sei, die öffentlichen Mittel konzentriert würden, und somit „die Standards und Prioritäten […] erneut zu prüfen“ wären.
Durch diese, hier Anfang 2005 angeführte „Haushaltsnotlage“, die sich schon seit längerem angebahnt hatte und die Anfang 2002 allgemein bekannt wurde, war die Stadt Berlin unter einen enormen Einsparungsdruck geraten.

## Haushaltsnotstand in Berlin
Am Dienstag, den 5. Februar 2002 eröffnete der Finanzsenator der Stadt Berlin, Thilo Sarrazin, dem Senat „wie ernst die Haushaltslage in Berlin wirklich ist.“ Sarrazin teilte mit, „dass sich die Hauptstadt pro Kopf ihrer Bevölkerung […] mehr leiste als alle anderen Stadtstaaten, beim Wohnungsbau sogar fünfmal soviel.“ Ergänzend meldete der Tagesspiegel am 27. März 2002: „Auch wenn Berlin konsequent spare, steuere das Land auf einen Haushaltsnotstand zu.“ November 2002: „Der Berliner Senat hat offiziell eine extreme Haushaltsnotlage des Landes festgestellt.“

### 24. Bericht über die Stadterneuerung bis Ende 2003
Der im November 2002 erklärte „Haushaltsnotstand“ hatte unweigerlich tiefe Einschnitte im Programm zur Stadterneuerung zur Folge und zwang die Verwaltung zu einer – vermutlich – ungeplant umfangreichen Zwischenbilanz:
Der 24. Bericht über die Stadterneuerung, Berichtszeitraum 01.01.2002–31.12.2003 – Senatsverwaltung für Stadtentwicklung, Drucksache Nr. 15/3790, wurde, da er noch einen Vorgang Anfang Februar 2005 erfasste, frühestens im Februar 2005 vorgelegt (als „Mitteilung des Präsidenten des Abgeordnetenhauses“). Der Bericht beschreibt im Vorwort die „Neuausrichtung des Gesamt-Berliner Stadterneuerungsprogramms“, das nun als „Soziale Stadterneuerung“ bezeichnet wird: „Zentraler Grundsatz ab 2002 war die politische Leitlinie, Fördermittel vorrangig für öffentliches Eigentum einzusetzen.“
Der 24. Bericht enthält auch eine umfassende Bilanzierung der finanziellen Aspekte (Kosten- und Finanzierungsübersicht), eine Sanierungsbilanz von 1964 bis 2004 sowie eine Darstellung des 2001 von der Bundesregierung beschlossenen Programmes „Stadtumbau Ost“.
Das aktuell laufende Programm („22 Sanierungsgebiete“) zeige „bereits sichtbare Erfolge“ und da es „kein nennenswertes Leerstandsproblem in den gründerzeitlichen Sanierungsgebieten“ mehr gäbe, zeige „sich also, dass die Strategie, zunächst die Wohnsubstanz ‚in Ordnung zu bringen‘, erfolgreich war.“

### Wechsel der Konzeption zur Stadterneuerung
Da nun (ab 1999) „verstärkt die Defizite im öffentlichen Raum und der schlechte Zustand der sozialen und kulturellen Infrastruktur in den Blickpunkt der Aktivitäten“ gerückt sei, wären „die Leitsätze der Stadterneuerung den geänderten Rahmenbedingungen und den eingeleiteten Paradigmenwechseln angepasst“ worden.
Nachdem der Bericht bemüht ist, sachliche Gründe für die mögliche Reduzierung der Kosten für die „Wohnumfeldverbesserung“ von 1,7 Milliarden Euro auf 805 Millionen Euro zu nennen und die „Zukunftsfähigkeit Berlins“ zu versichern, wird in der Folge doch noch Klartext angesteuert:
„Angesichts der angespannten Finanzlage Berlins und des inzwischen erreichten Erneuerungszustandes der Wohnsubstanz wurde mit dem Haushaltsplan 2002 die Förderung der Instandsetzung und Modernisierung der Wohngebäude in den Sanierungsgebieten eingestellt. Im Rahmen der Programme der Stadterneuerung wurde der Grundsatz ‚öffentliches Geld für öffentliche Zwecke, privates Geld für private Zwecke‘ umgesetzt.“
Die Stadt setzt ihre Fördermittel nur noch ein „zur Qualifizierung der öffentlichen Infrastruktur, der Aufwertung des Wohnumfeldes und für die Finanzierung […] von Ordnungsmaßnahmen […], z. B. Bodenordnung, Sozialplanaufgaben der Gemeinde, Einsatz von Sanierungsbeauftragten und -trägern zur Steuerung des Sanierungsprozesses.“

### Neuausrichtung der Sanierungspolitik
Die „Neuausrichtung“ wird dem „Erfolg der baulichen Erneuerung“ zugeschrieben – doch dieser „erfordert begleitend verstärkt privates Engagement und macht den Einsatz privaten Kapitals in die Wohn- und Gewerbesubstanz unerlässlich.“
Über die Modernisierung und Instandsetzung von Wohnraum wurde die Zwischenbilanz bis Ende 2003 gezogen. Gelobt wird die ‚Behutsame Stadterneuerung‘ (die namentlich nicht genannt wird): „Die Leitsätze haben sich in der Vergangenheit bei der weiteren Konkretisierung und der Durchführung der Sanierungsziele bewährt. Sie haben dazu beigetragen die Sanierung sozialverträglich zu gestalten und zügig umzusetzen.“ Mit der nun erforderlichen „Anpassung und Neuorientierung“ [der …] neuen Leitsätze werden Sanierungsziele grundsätzlicher und gesamtstädtischer Bedeutung geändert.

## Die „Soziale Stadterneuerung“
Aufgrund der Haushaltsnotlage wurde somit entschieden, künftig nur noch die öffentlichen Pflichtaufgaben in der Infrastruktur zu finanzieren und den Wohnungsbau dem privaten Kapital zu überlassen. Vor diesem Hintergrund wurden neun neue Leitsätze zur Stadterneuerung verabschiedet, die – in der Fortsetzung der Behutsamen Stadterneuerung – „vom Senat von Berlin am 1. Februar 2005 zustimmend zur Kenntnis genommen [wurden] (Senatsbeschluss Nr. 2334/05): Senatsverwaltung für Stadtentwicklung – IVc –.“ (Leitsätze 2005).

### Leitsätze der Sozialen Stadterneuerung
Diese als „Stadtentwicklungspolitische(n) Handlungsschwerpunkte“ bezeichneten Leitsätze sind hier in Kurzfassung skizziert:
1. Konzentration auf Innenstadtbereiche vor Peripherie oder Umland.
2. Aufwertung der dortigen baulichen Struktur, auch durch Abriss. Im Mittelpunkt: Soziale Infrastruktur und öffentliches Wohnumfeld.
3. Orientierung an Belangen und Interessen der Betroffenen, Vermeidung von Verdrängung und Ausrichtung auf „stabilisierend wirkende Bevölkerungsgruppen (insbesondere junge Familien)“ und „die Bedürfnisse der älteren Bevölkerung als zukünftig wachsender Bevölkerungsanteil. […] Der Erhalt bezahlbaren Wohnraums“ und damit das „Entgegenwirken der Verdrängung einkommensschwacher Bevölkerungsgruppen“ wird als „wichtige Aufgabe“ genannt. Zur Sicherung sozialer Ziele wird der „Einsatz von Städtebaumitteln“ auch bei privaten Baumaßnahmen als notwendig bezeichnet.
4. Einrichtung von Betroffenenvertretungen und Stärkung von Eigeninitiative von Bewohnern, Grundeigentümern und Gewerbetreibenden.
5. Entwicklung des Gewerbebestandes, Standortmarketing und Ausschöpfung des Potenzials der Stadterneuerung für Beschäftigung schaffende Maßnahmen.
6. Forderung einer nach förmlicher Festlegung zügigen Durchführung „innerhalb eines verkürzten Zeitplans“. Begrenzung der Erneuerung „auf die notwendigen Maßnahmen bei reduzierten Standards“.
7. „Die 1993 gewählte Organisationsstruktur zur Unterstützung Berlins bei der Steuerung des Sanierungsprozesses durch Sanierungsbeauftragte – statt unternehmerische oder treuhänderische Sanierungsträger – hat sich bewährt und ist beizubehalten.“
8. Finanzengagement Berlins und Finanzierungsregelungen.
9. Grundlage der Erneuerung der Altbauinstanz sind Eigentümerinvestitionen und privates Kapital: „Die Finanzierung der Baumaßnahmen ist allein Sache der privaten Investoren.“ Die Stadterneuerung unterstützt durch Beratung, zügiger Anwendung „sanierungsrechtlicher Instrumente“, Förderung eines positiven Investitionsklimas. Definition des „zeitgemäßen und ortsüblichen Wohnstandards“.

Der volle Wortlaut der neun Leitsätze der Sozialen Stadterneuerung von 2005 mit Erläuterungen: (siehe Weblinks)

### Abschluss der ‚Sanierung der 22 Gebiete‘
Die Schwerpunkte des „Ersten Gesamtberliner Stadterneuerungsprogramms“ ab 1993/1995 lagen in der Hauptsache in Ost-Berlin, in Mitte, Prenzlauer Berg (Pankow) und Friedrichshain. „Insgesamt wurden bis Ende 2011 über 1,96 Milliarden Euro öffentliche Mittel in die 22 Gebiete investiert.“ In 21 der 22 Gebiete sind die Arbeiten mittlerweile (Stand: 2016) beendet.

## Zweites Gesamtberliner Stadterneuerungsprogramm
Während das Erste Gesamtberliner Stadterneuerungsprogramm noch lief, wurde das Zweite aufgelegt.

### Neue Sanierungsgebiete 2007/2011
Nach der Kenntnisnahme der „Leitsätze zur Sozialen Stadterneuerung“ durch den Berliner Senat im Februar 2005 bestand eine neue Handlungsgrundlage für weitere Beschlüsse, die – im Gegensatz zu vorangegangenen Projekten – sich ausschließlich auf Innenstadtbereiche bezogen. Eine Ausnahme bildete Spandau.
Bereits am 22. Mai 2007 beschloss der Senat von Berlin „Vorbereitende Untersuchungen“ für die Karl-Marx-Straße in Neukölln. Dabei war eine „intensive Abstimmung“ notwendig, sodass die Ergebnisse erst 2011 vorlagen.
Am 3. März 2009 wurden Vorbereitende Untersuchungen für weitere sechs Gebiete beschlossen; hinzu kam Mitte 2009 ein „integriertes Entwicklungskonzept“ für die Nördliche Luisenstadt, dem schließlich bis 2011 entsprechende Konzepte auch für die anderen sieben Sanierungsgebiete folgten.
Somit war die Förmliche Festlegung aller acht Gebiete am 15. März 2011 durch Senatsbeschluss möglich. Dabei wurden die zwei Neuköllner Bereiche zu einem Gebiet zusammengefasst.

### Sieben Sanierungsgebiete
Allen Sanierungsgebieten werden hohe Defizite als „Funktionsschwäche“, in Nutzung und Gestaltung, im Erneuerungsbedarf, in der öffentlichen Erschließung, in der Infrastruktur, etwa im gewerblichen Sektor, und/oder eine „hohe Problemdichte“ zugeordnet. Besonders große „Brachen“ fallen in der Frankfurter Allee Nord an – zum Beispiel das MfS-Areal. Generell wurden in allen Gebieten „Abwärtstendenzen“ festgestellt.
Die Liste:
- Mitte – Turmstraße (Moabit)
- Mitte – Müllerstraße (Wedding)
- Mitte – Nördliche Luisenstadt
- Friedrichshain-Kreuzberg – Südliche Friedrichstadt
- Spandau – Wilhelmstraße
- Neukölln – Karl-Marx-Straße und Maybachufer/Elbestraße
- Lichtenberg – Frankfurter Allee Nord

Insgesamt handelt es sich um über 2500 Grundstücke auf einer Fläche von 539 Hektar mit 74.668 Einwohnern. Eingeplant sind 216 Millionen Euro. Zur Finanzierung wurde eine Reihe verschiedener „Töpfe“ vorgesehen.
Außer in Friedrichshain-Kreuzberg und Lichtenberg mit zehn Jahren sind als Durchführungsfrist für die Sanierungsmaßnahmen 15 Jahre vorgegeben.

## Gegenwart: Entwicklungen im Stadtbau
‚Gegenwart‘ meint hier die vorerst letzte Phase von Stadterneuerung (in Berlin), die in Bezug auf die soziale Infrastruktur 2016 von der Bundesregierung eröffnet wurde.

### Förderung: Soziale Stadterneuerung
Mitte Juni 2016 „beschloss das Kabinett, ab 2017 zusätzlich 200 Millionen Euro pro Jahr in die Sanierung von Schulen und den Ausbau von Stadtteilzentren zu stecken. […] Weitere 100 Millionen Euro wird das Bauministerium über Stadtumbauprogramme und das Programm Soziale Stadt investieren. Bundesbauministerin Barbara Hendricks (SPD) sagte dazu: ‚Mit diesen Investitionen können wir heute die sozialen Ghettos von morgen verhindern.‘“

### Förderung Wohnbau
Der Wohnbau wird in Deutschland nur noch insofern gefördert, als es „eine deutsche Spezialität ist (so der OECD-Bericht: Policies to promote access to good-quality affordable housing in OECD countires), private Wohnungsbauunternehmen durch zeitlich begrenzte Subventionen zum Bau von Sozialwohnungen anzuregen.“

### Förderung Wohneigentumsbau
Die Wohneigentumsquote ist in Deutschland gering. Deutschland liegt im internationalen Vergleich mit 42 % nur noch vor Schweden am Schluss der Tabelle. Die staatliche Förderung ist entsprechend gering.
„Laut dem Amt für Statistik wurden 2015 in der Hauptstadt [Deutschlands] 10.722 Wohnungen fertiggestellt, davon 4.477 Eigentumswohnungen. Durchschnittlicher Quadratmeterpreis? Etwa 3.600 Euro. Und das obwohl der politische Wille den Mietwohnungsbau derzeit begünstigt.“

### Wohneigentumsmarkt
Der von staatlichem Einfluss nur über Infrastrukturvorhaben beeinflusste private Wohnungsbau wird zunehmend von großen, eigenständigen Neubau-Komplexen für Eigentumswohnungen geprägt, sodass die Behauptung an Bedeutung gewinnt, dass „Immobilien […] in der wirtschaftlichen Entwicklung von Städten eine entscheidende Rolle“ spielen. Diese Analyse der Immobilienberatungsgesellschaft Jones Lang Lasalle bewahrheite sich auch in Berlin. Hier stehen das „Carré Voltaire“ in der Kurfürstenstraße, das „Palais Varnhagen“ in der Französischen Straße oder der „High Park“ um den U-Bahnhof Mendelssohn-Bartholdy-Park für dieses Konzept.
„Im gehobenen, und erst recht im noch jungen Luxussegment für mehr als 5.000 bis 6.000 Euro pro Quadratmeter zählen in erster Linie ausländische Investoren zu den Käufern.“ Interessant sind zentrale Standorte und es werden auch Preise um 10.000 Euro erwartet, obwohl „die Luft ab 15.000 Euro extrem dünn“ werde. Berlin besitzt hier nicht das entsprechend weitläufige luxuriöse Umfeld – es ist zwar „unheimlich angesagt, ist der Dreh- und Angelpunkt Europas“ (Projektentwickler Pantera), doch „ob sie sich auch für Standorte jenseits des Zentrums in Wedding, Lichtenberg, Neukölln oder Tegel erwärmen können, bleibt abzuwarten.“ „Das Luxussegment umfasst nur ein Prozent des Wohnungsmarkts.“